# Elecciones internas de Uruguay de 2024
Las elecciones internas de Uruguay del año 2024 se llevaron a cabo el domingo 30 de junio de 2024, siendo la primera etapa del sistema electoral uruguayo consagrado por la reforma constitucional de 1997. En estos comicios se eligieron a los candidatos únicos a presidente de la República por cada partido para las elecciones presidenciales de octubre. Asimismo, en esta instancia se eligió la integración del Órgano Deliberativo Nacional y de los distintos Órganos Deliberativos Departamentales de los diferentes partidos.
Se eligió inmediatamente como candidato a la presidencia a los precandidato que reunieron la mayoría absoluta de los votos válidos de su partido (+50%). También existía la posibilidad que, en el caso de que ninguno alcance la mayoría absoluta en su partido, pero reúna el 40% de los votos y aventaje al segundo por no menos de 10 puntos porcentuales, este sería inmediatamente electo como candidato. De no darse ninguna de las circunstancias referidas anteriormente, el Órgano Deliberativo Nacional, surgido en esta elección interna, designa la nominación del candidato a la presidencia por mayoría absoluta de sus integrantes.
Por su parte, el Órgano Deliberativo Departamental electo en esta instancia es el encargado de elegir a los candidatos a intendentes de su partido para las elecciones departamentales y municipales de 2025.
En las elecciones internas de 2024 solo votó el 35,78% del padrón, lo que la convirtió en la elección interna uruguaya con menor participación de la historia (siendo la primera elección interna la celebrada en 1999). Este resultado consolidó una tendencia de baja participación. Sin embargo, participaron un gran número de partidos políticos habilitados por la Corte Electoral: un total de 18 partidos; y compitieron en la campaña unos 30 precandidatos presidenciales. Pero solo 14 partidos superaron el mínimo de 500 votos para ganar el derecho a participar en la elección de octubre.
Aun así, solo cuatro partidos presentaron competencia interna: el Partido Nacional (cinco precandidaturas), el Frente Amplio (tres precandidatos), el Partido Colorado (seis precandidatos) y el Partido Verde Animalista (dos precandidatos). Además, hubo unas 3.000 hojas de votación, es decir, 400 menos que en las elecciones internas de 2019.

## Generalidades
Según lo preceptuado en la Constitución, en todos los partidos que deseen competir por la presidencia de la República, los precandidatos se deben someter al juicio de la ciudadanía en las urnas. De los comicios internos surgen los candidatos únicos por partido que concurrirán el domingo 27 de octubre a la elección presidencial. También se definen los candidatos a la Vicepresidencia de la República. Habitualmente, las elecciones internas se celebran el último domingo de junio, en esta ocasión fue el 30 de junio.
Los ciudadanos se inscribieron en la Corte Electoral, de manera de estar habilitados a sufragar en el ciclo electoral de 2024 a 2025. El único documento necesario para votar es la credencial cívica (CC). Los ciudadanos habilitados a votar pueden buscar en el plan circuital, con su serie y número de CC el lugar (circuito), donde deben ir a sufragar. En cada circuito funciona una comisión receptora de votos compuesta por tres miembros (presidente, secretario y vocal, cada uno con una función específica), un custodio de la urna (personal de las Fuerzas Armadas o del Ministerio del Interior que sólo puede portar un arma blanca) y delegados partidarios.
Al llegar al circuito en el que le corresponde votar, el elector debe presentar la credencial para que lo busquen en el cuaderno de hojas electorales (legajo) y en la nómina de habilitados (padrón). Si la persona no encontró la credencial, pero recuerda su número o lo conserva anotado en algún documento (por ejemplo, en un currículum), basta con que concurra al circuito que le corresponde y diga su serie y número ante la comisión receptora de votos. Si aparece en el cuaderno de hojas electorales o en el padrón, podrá sufragar.
Están habilitados a votar en la modalidad observado simple (voto que se coloca en un sobre azul) los miembros de las comisiones, los custodios y los funcionarios de la Corte Electoral. También existe el voto observado por identidad: por ejemplo, cuando una persona no tiene credencial, asegura que por su serie y número debe votar en un circuito, pero la comisión receptora no la encuentra en el legajo ni en el padrón. En ese caso, el elector votará observado por identidad y deberá, además, dejar en un formulario especial impresiones de sus huellas dactilares.
Al votar, se vota mediante dos listas: 
- Una en la que se vota al precandidato a la presidencia y a los integrantes del Órgano Deliberativo Nacional.
- Otra en la que se vota a los integrantes del Órgano Deliberativo Departamental.

## Temas de la campaña
Según una encuesta publicada el 1 de febrero de 2024 por la consultora uruguaya "Equipos Consultores", los principales problemas del país para los uruguayos eran: la inseguridad, el desempleo y la economía. Las referencias a la inseguridad son más altas en Montevideo, y en los estratos socioeconómicos más altos. En el interior del país y en los sectores medio bajos y bajos, son más relevantes las menciones al desempleo.
Entre los problemas más acuciantes se mencionaron las inundaciones y sequías, que demandarían enormes inversiones; al inicio de la campaña, aparecieron muy poco en los discursos, a pesar de su relevancia.

Otra temática fue la equidad de género. Por primera vez en la historia de Uruguay dos mujeres compitieron con chances por la candidatura única a la presidencia de la República en los dos partidos con más probabilidades de acceder al gobierno nacional: Carolina Cosse por el Frente Amplio, Laura Raffo por el Partido Nacional. 

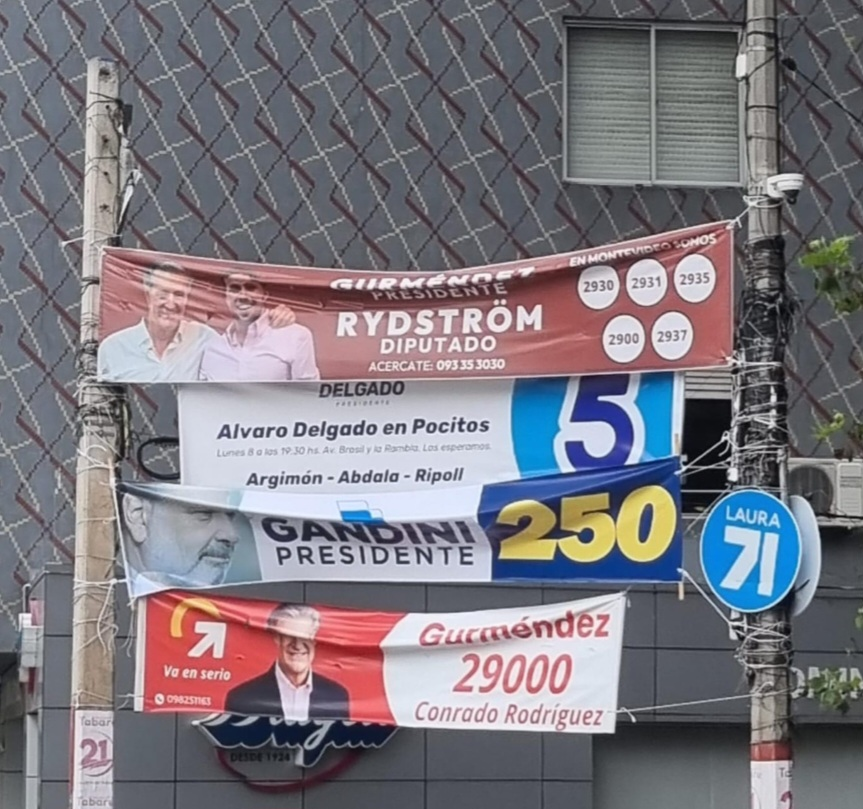
Cartelería política en el barrio Pocitos, Montevideo.

El sector de exportadores demostró preocupación ante el atraso cambiario. Con organizaciones como la Federación Rural promoviendo aumentar el dólar hasta 58 pesos para "aumentar la competitividad" y la Asociación Rural (ARU) también demostrando preocupación sobre este tema. La Unión de Exportadores del Uruguay (UEU) solicitó a los precandidatos de todos los partidos políticos que brinden detalles de las propuestas económicas (entre ellas, sobre el atraso cambiario) al considerar que “deberían dejar claro no sólo el qué, sino el cómo”.

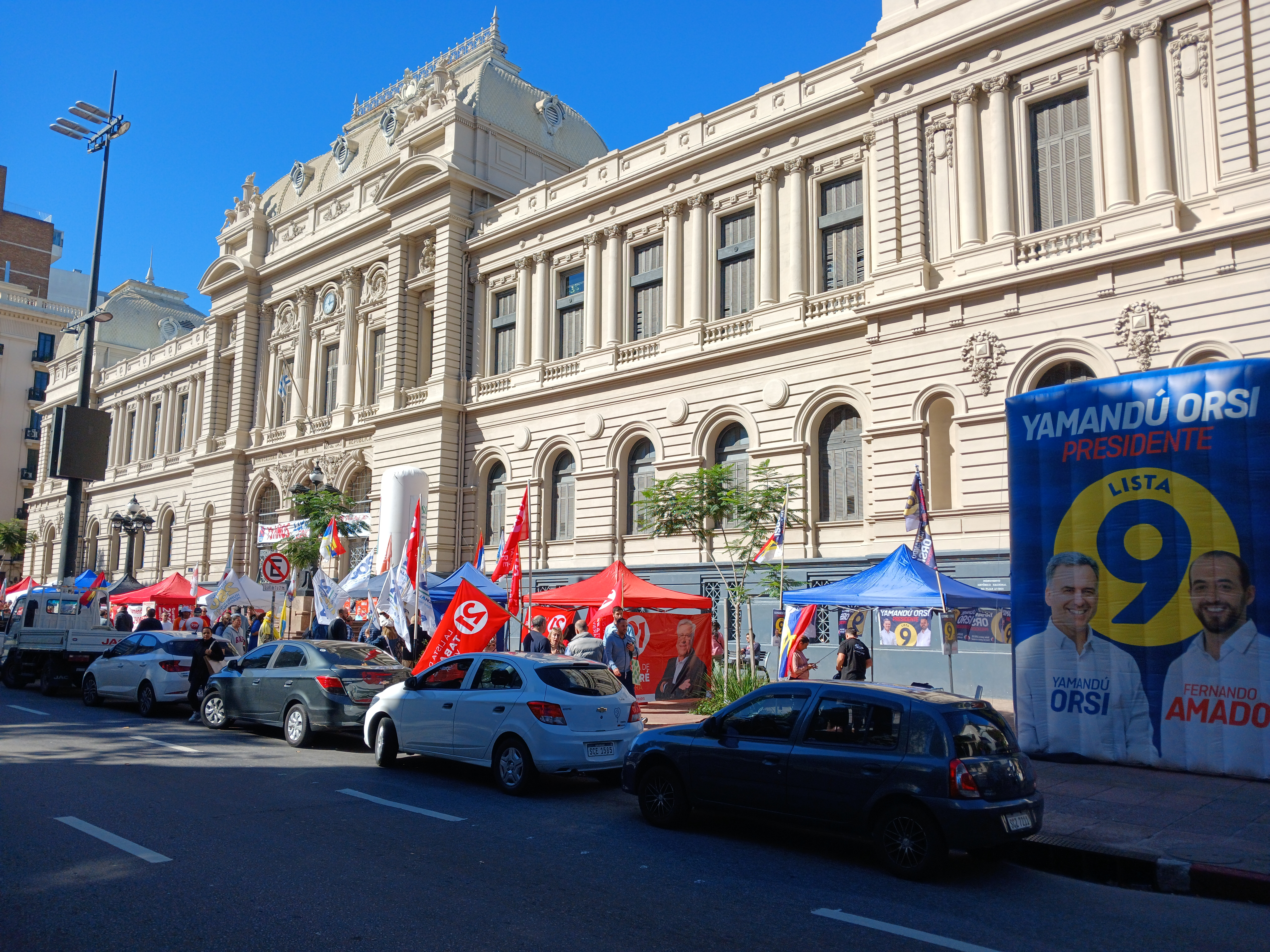
Puestos políticos frente a la Facultad de Derecho, Montevideo.

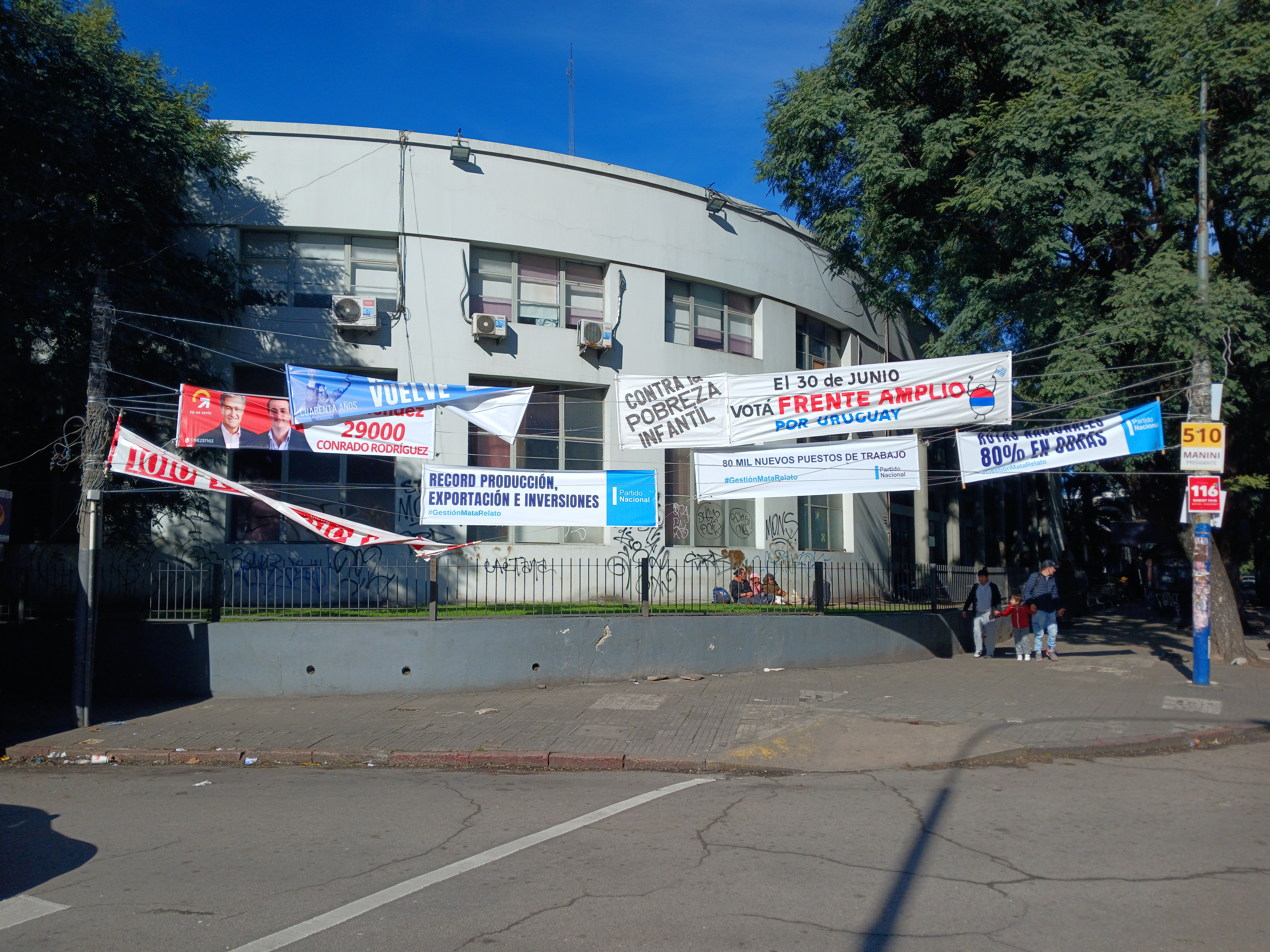
Cartelería política frente al Hospital Pereira Rossell.

El combate al narcotráfico se convirtió en un tema de discusión durante estos comicios. A principios de 2024 el precandidato frenteamplista Mario Bergara, el nacionalista Jorge Gandini y el colorado Robert Silva coincidieron en establecer diálogos interpartidarios sobre el combate al narcotráfico. En abril, el colorado Gabriel Gurméndez concordó en realizar diálogos interpartidarios entre precandidatos al respecto. Cuando en febrero, el precandidato colorado Guzmán Acosta y Lara propuso declarar al narcotráfico como delito de terrorismo. Ese mismo mes el precandidato nacionalista Álvaro Delgado prometió dar un “combate frontal al narcotráfico". En marzo la precandidata frenteamplista Carolina Cosse afirmó que modificaría artículos de la LUC sobre la flexibilizaron de controles contra el lavado de activos para fortalecer la lucha contra el narcotráfico, lo que fue criticado por el precandidato colorado Andrés Ojeda, que aseguró textualmente que la intendenta “se confunde las modificaciones a la ley de inclusión financiera con los controles anti lavado, que hoy son los mismos que en los gobiernos del Frente Amplio”.
Sobre el asunto de salud pública, algunos precandidatos, tanto del PN, como del PC y del FA, coincidieron en que la rectoría del Ministerio de Salud Pública debía acentuarse. La precandidata nacionalista Laura Raffo presentó a un equipo para trabajar en el área y una lista con “47 propuestas para hacer historia”. Por otra parte, Yamandú Orsi, uno de los precandidatos por el Frente Amplio, pretendió llevar una línea similar a la que plantea el programa político de su partido, que proponía integrar en “Una sola salud” el ambiente, la salud humana y la salud animal. El precandidato colorado Andrés Ojeda presentó una serie de propuestas que priorizan, entre otras, la rectoría del Ministerio de Salud Pública (MSP), la “salud digital”, la atención primaria y la siniestralidad vial.

## Calendario electoral
| Fecha       | Suceso |
| ----------- | --- |
| 11 de enero | Vence plazo de inscripción de partidos políticos para su participación en las elecciones internas |
| 1 de abril  | - Cierre ficto del padrón electoral para las elecciones internas. - Vence el plazo para la entrega de las nóminas de funcionarios de los Organismos Públicos y Caja Notarial. - Vence plazo para iniciar trámites de avecinamiento.                |
| 15 de abril | - Vence plazo de exposición de la nómina de no votantes en las dos últimas elecciones nacionales. - Cierre del período inscripcional y vence el plazo para realizar trámites de traslados departamentales. - Apertura del período de calificación. |
| 30 de abril | - Vence plazo para realizar trámites de traslados interdepartamentales. - Vence el plazo para el inicio de los Juicios de Exclusión. |
| 2 de mayo   | Vence plazo para que las Juntas Electorales propongan a la Corte Electoral los planes circuitales para las elecciones internas. |
| 13 de mayo  | Vence derecho de prioridad sobre los números utilizados en las elecciones internas pasadas |
| 16 de mayo  | Exposición y entrega a los partidos políticos del padrón de habilitados e inhabilitados. |
| 31 de mayo  | - Inicio de publicidad electoral de los partidos políticos. - Vence el plazo para el registro de hojas de votación para las elecciones internas.                                                                                                   |
| 10 de junio | - Último plazo para la designación de integrantes de las comisiones receptoras de votos. - Distribución de los planes circuitales. |
| 17 de junio | Vence plazo para los reclamos al padrón. |
| 28 de junio | Cesa propaganda desde cero hora. |
| 30 de junio | Elecciones Internas |
| 2 de julio  | Comienzo escrutinio departamental. |

## Partidos habilitados y precandidaturas

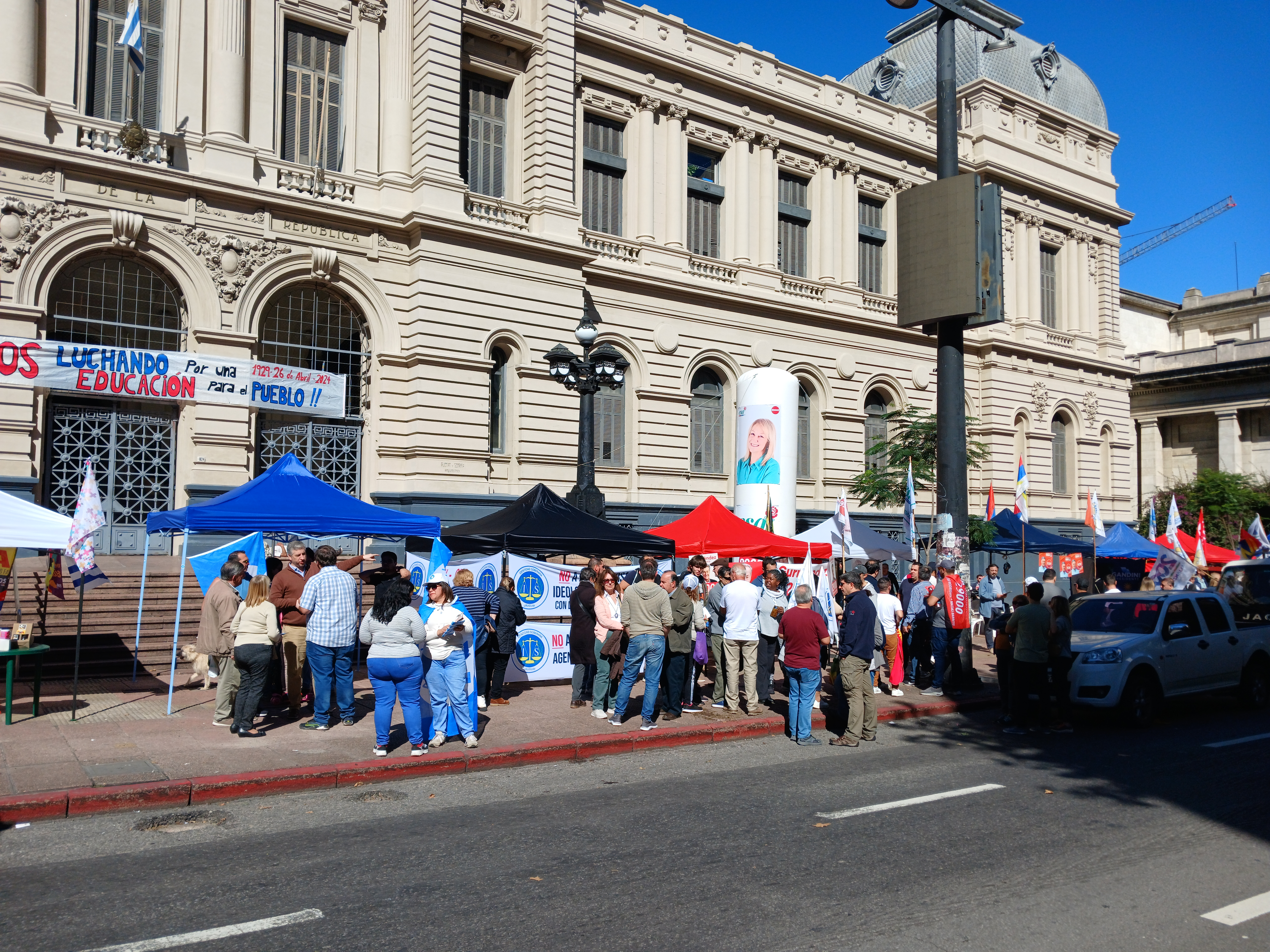
Repartida de volantes frente a la Facultad de Derecho, Montevideo.

En los comicios internos participaron tanto partidos ya existentes como nuevos partidos conformados. Estos últimos debían de presentar el total de 1350 firmas ante la Corte Electoral antes del 11 de enero del año 2024, de acuerdo a lo establecido en el artículo 7 de la Ley 18.485. En total, se registraron 23 partidos habilitados para participar en los comicios internos, un récord en la historia política de Uruguay.
Sin embargo, de los 23 partidos habilitados, cinco no registraron listas, por lo que perdieron su registro en la Corte Electoral y no participaron de los comicios de 2024. Estos fueron: el Partido de la Gente, Partido de los Trabajadores, Partido Digital, Partido Progresista y el Partido Sociedad Democrática Integridad Ciencia y Verdad.

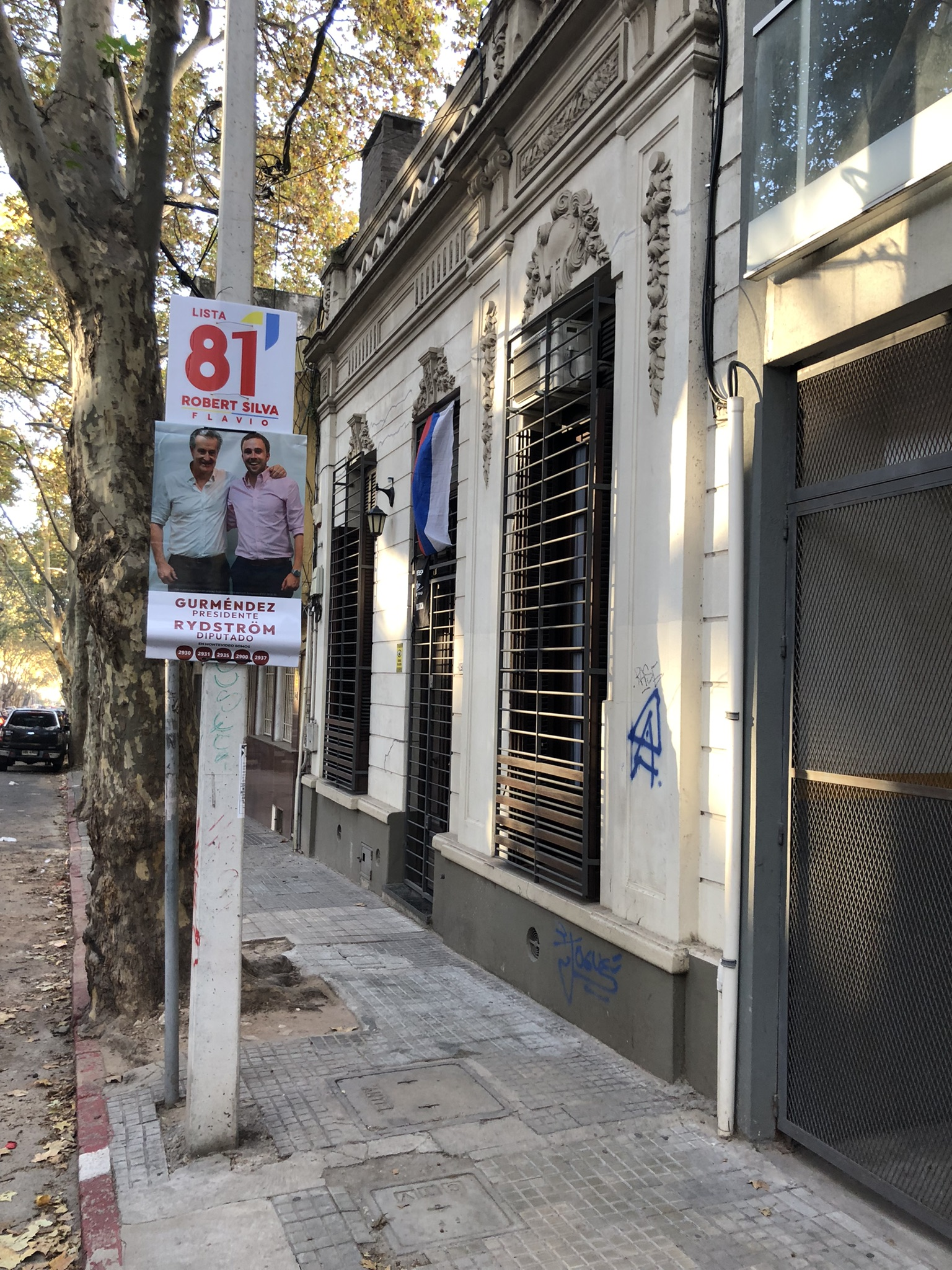
Publicidad para las elecciones internas de 2024 en el Centro de Montevideo

El Partido Progresista, creado a finales de 2023 y liderado por José María Boloque, desistió a la postulación y resolvió apoyar al Frente Amplio a través de dos hojas de votación, una con apoyo a Carolina Cosse (lista 172030)[cita requerida] y otra a Yamandú Orsi (lista 4254). El Partido Sociedad Democrática Integridad Ciencia y Verdad, también creado para estos comicios, pretendía presentar como precandidato a Richard Silveira Madruga. El Partido Digital, que se presentó en las elecciones de 2019 y había proclamado la precandidatura de Maximiliano Doncel, no logró cumplir a tiempo la presentación de listas. El Partido de los Trabajadores no presentó listas ya que realizó un acuerdo de coalición con Unidad Popular, presentándose dentro del lema Asamblea Popular. Finalmente, el Partido de la Gente, creado en 2016 por el empresario Edgardo Novick, obtuvo en las elecciones de 2019 un solo diputado (Daniel Peña, por Montevideo) y participó en la creación de la Coalición Multicolor. Aun así, en octubre de 2022, el PdlG fue deslegitimado por la Corte Electoral por carecer de autoridades válidas. El presidente Lacalle Pou le pidió al diputado Peña que fuese precandidato por su partido, pero en febrero de 2024 Peña resolvió no candidatearse. Al igual que los otros partidos que no presentaron listas a tiempo, el PdlG perdió su registro en la Corte Electoral.

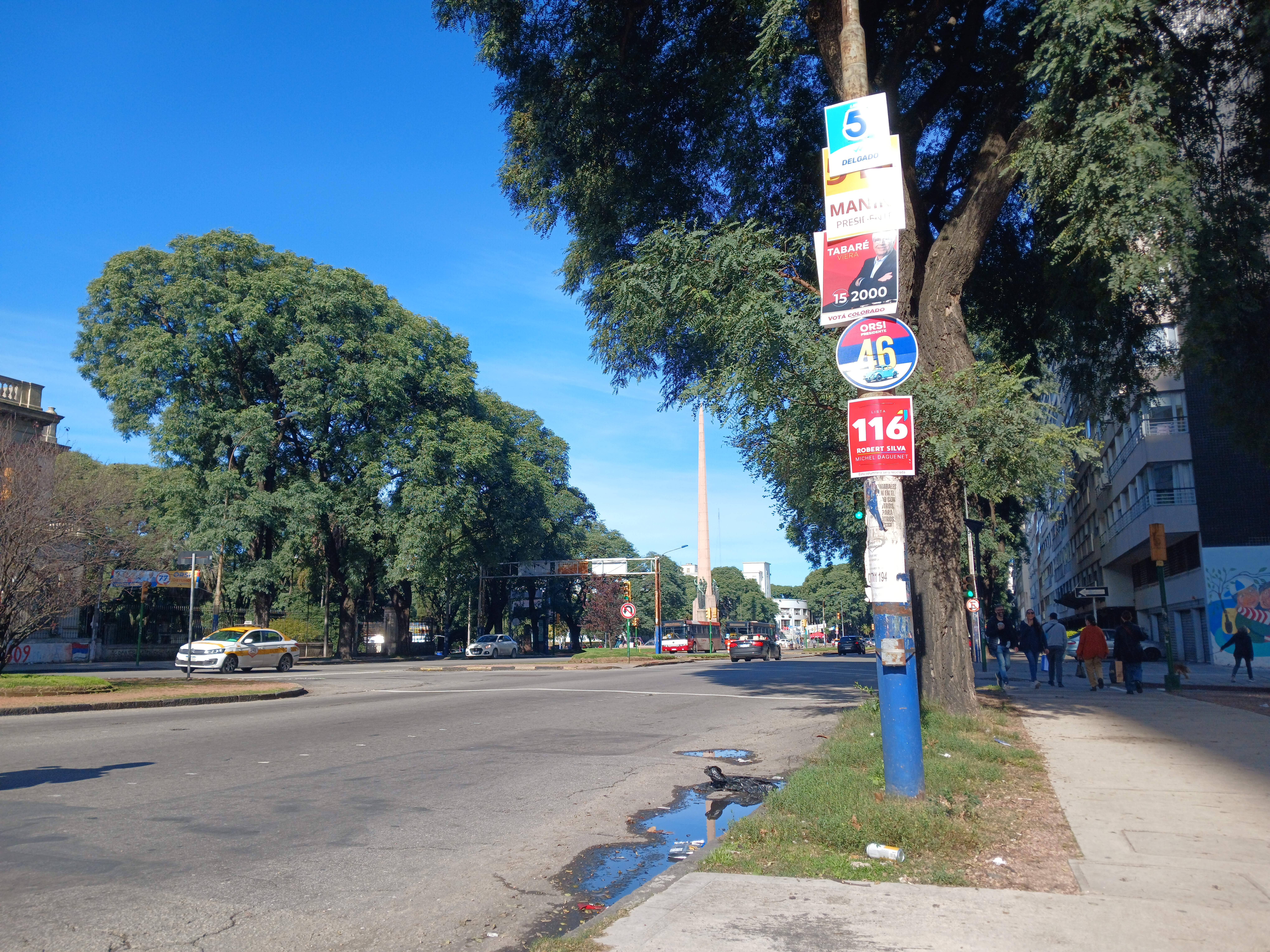

De esta manera, en las elecciones internas participaron 18 partidos políticos, compitiendo entre sí 30 precandidatos presidenciales. Solo cuatro partidos presentaron competencia interna: el Partido Nacional (cinco precandidaturas), el Frente Amplio (tres precandidatos), el Partido Colorado (seis precandidatos) y el Partido Verde Animalista (dos precandidatos). Además, hubo unas 3.000 hojas de votación, es decir, 400 menos que en las elecciones internas de 2019. Cada partido debía obtener al menos 500 votos para lograr participar en las elecciones generales. Los partidos habilitados fueron los siguientes:

### Partido Nacional

#### Antecedentes y desarrollo de la interna nacionalista

Bandera del Partido Nacional.

El Partido Nacional es, junto al Partido Colorado, uno de los partidos tradicionales del Uruguay, cumpliendo el 10 de agosto de 2024 unos 188 años de antigüedad. En la mayor parte de la historia política del Uruguay, el Partido Nacional ocupó el rol de oposición; situación que una vez fue cómicamente sintetizada en una frase por el caudillo nacionalista del siglo XX Wilson Ferreira Aldunate: "Partido en Uruguay, lo que se dice partido político, hay uno solo: el Partido Nacional. El Partido Colorado es el nombre que los uruguayos dan al gobierno".
Después de la dictadura cívico-militar (1973-1985) el Partido Nacional logró triunfar electoralmente en las elecciones de 1989, siendo electo como presidente de la República el abogado Luis Alberto Lacalle de Herrera, nieto del caudillo nacionalista Luis Alberto de Herrera. En los demás períodos post-dictadura el Partido Nacional funcionó como el primer partido de oposición, menos durante la presidencia del colorado Jorge Batlle (2000-2005), en el que por única vez en la historia el Partido Nacional resultó tercero en una elección, detrás del Frente Amplio y del Partido Colorado. Sin embargo, se mantuvo como principal partido de oposición tras la debacle electoral del Partido Colorado en la elección de 2004, en la que este último partido tradicional perdió un tercio de su masa de votantes habitual.

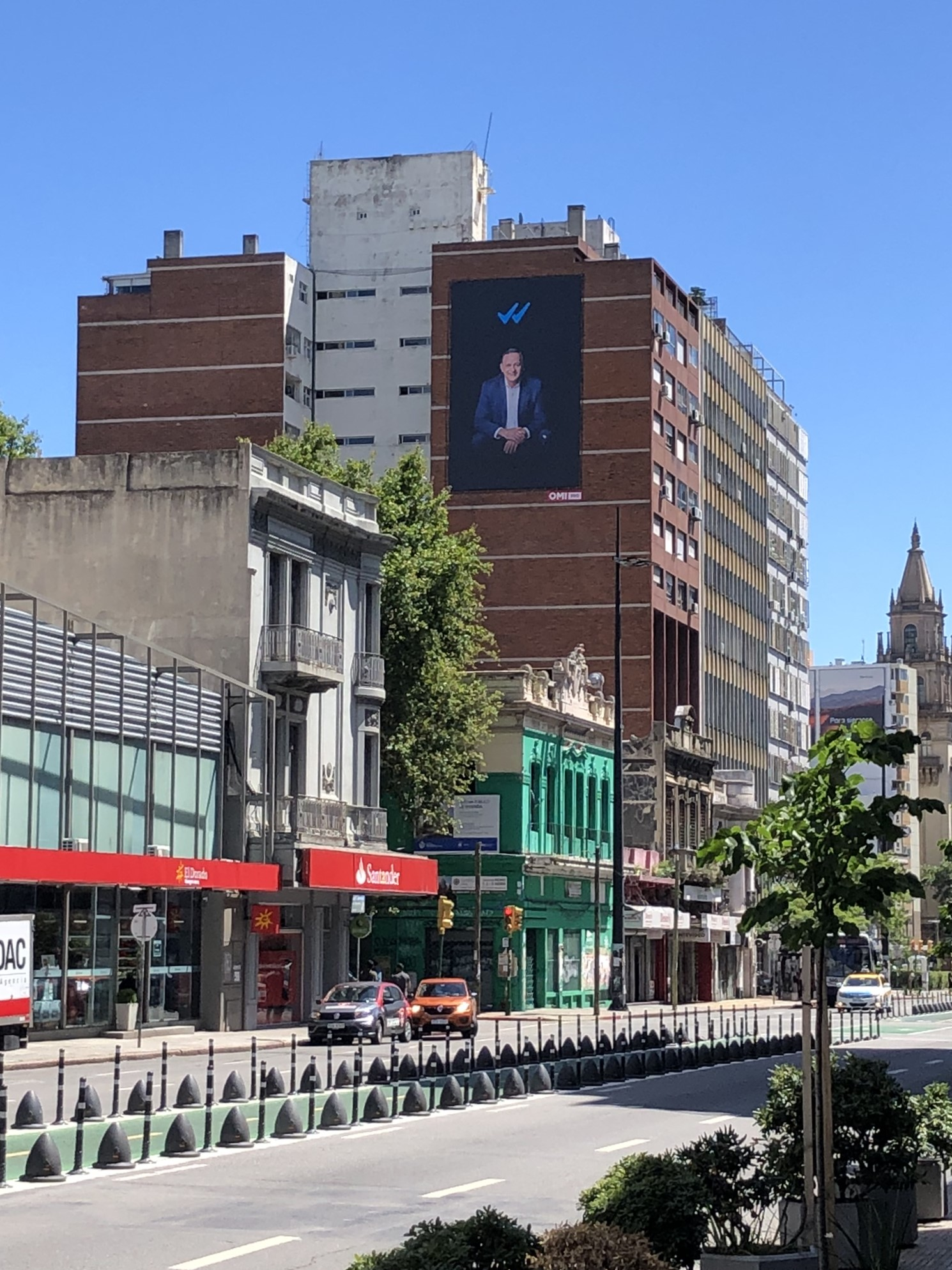
Propaganda electoral de Álvaro Delgado de cara a las internas en la avenida 18 de julio, Montevideo.

El Partido Nacional ejercería como oposición durante los quince años de gobiernos frenteamplistas (2005-2020), ascendiendo durante este tiempo la figura política de Luis Lacalle Pou, hijo del expresidente Luis Lacalle de Herrera. Lacalle Pou sería por primera vez candidato a la presidencia por el Partido Nacional en las elecciones de 2014, en las que lograría ingresar al balotaje pero perdería en esa instancia contra el expresidente y candidato frenteamplista Tabaré Vázquez. Lacalle, nuevamente ungido como candidato presidencial en 2019, tras resultar primero en la instancia interna, escogió como compañera de fórmula a la escribana Beatriz Argimón. En esa instancia el Partido Nacional logró posicionarse como el segundo partido más votado en primera vuelta, con un 28,6% de los votos, ingresando así a la etapa de balotaje en la que recibió el apoyo de otros cuatro partidos políticos: el Partido Colorado, Cabildo Abierto, el Partido de la Gente y el Partido Independiente. La fórmula Lacalle-Argimón triunfó con el 50,8% de los votos frente al 49,2% cosechado por la fórmula frenteamplista Martínez-Villar. Lacalle Pou asumió la presidencia el 1 de marzo de 2020 y formó gobierno con los partidos que apoyaron su campaña en la segunda instancia electoral (Coalición Multicolor). Según el artículo 152 de la Constitución de la República Oriental del Uruguay, no está permitida la reelección presidencial inmediata. Estando el presidente Lacalle Pou impedido a volver a presentarse, el partido oficialista se vio en la necesidad de encontrar un nuevo postulante.
Durante el año 2022 la figura de Álvaro Delgado, el secretario de presidencia de Lacalle Pou, comienza a ser públicamente mencionada e impulsada por varios dirigentes y sectores nacionalistas afines al presidente como posible precandidato de cara a las elecciones internas de 2024. El 18 de noviembre de 2023, Delgado anunció oficialmente su postulación a la presidencia de la República por el sector Aire Fresco, sector tanto de Delgado como de Lacalle Pou. El 21 de diciembre de 2023, Delgado renunció al cargo de secretario de presidencia para dedicarse a la campaña electoral y el 16 de marzo de 2024 realizó el lanzamiento oficial de su campaña.
Asimismo, a finales de 2022, la presidenta de la Departamental de Montevideo del Partido Nacional, y quien fuera la candidata única de la coalición multicolor a la intendencia de Montevideo en las elecciones departamentales de 2020, Laura Raffo, comienza a ser propulsada por el Herrerismo como precandidata nacionalista de cara a las elecciones de 2024. El 8 de mayo de 2023, Raffo anunció su renuncia a la Comisión Departamental de Montevideo del Partido Nacional y que no sería candidata en las elecciones departamentales de 2025. Pocos días después, el 15 de mayo, el sector de Alianza Nacional oficializó el apoyo a su precandidatura y a inicios de junio recibió el apoyo del Movimiento Nacional de Rocha. En el mes de julio lanzó el paraguas político Sumar alrededor de su precandidatura.

Cartelería de la Lista 5 en apoyo a la precandidatura de Álvaro Delgado.

En octubre de 2023 se lanzó la precandidatura del senador Jorge Gandini, apoyado por el sector wilsonista Por la Patria. Ese mismo mes también confirmó su precandidatura el dirigente Carlos Iafigliola, líder del Movimiento Adelante-Pro Vida y Familia, y quien fuera también precandidato en las internas de 2019. Meses después, en diciembre de 2023, se sumó a la lista de precandidatos la dirigente Roxana Corbran, líder de la agrupación nacional Fuerza Nacionalista y una de las candidatas a la intendencia de Canelones en las elecciones departamentales de 2015. En enero de 2024, el ex Intendente de Rocha Irineu Riet Correa, precandidato en las internas de 2009, adhirió a la campaña de Corbran. En marzo de 2024, el dirigente Manuel Manrique, líder de la agrupación nacional Red Wilsonista presenta su precandidatura en Radio Sarandí, un mes después anuncia finalmente que no mantendrá su aspiración presidencial y apoya a la precandidata Roxana Corbran. El lunes 29 de abril de 2024, el empresario y senador Juan Sartori, precandidato en las internas de 2019 y quien no descartaba ser precandidato en 2024, adhirió a la campaña de Álvaro Delgado.
Llegado el domingo 30 de junio, día de la celebración de elecciones internas, Álvaro Delgado triunfó en la interna nacionalista con amplia diferencia, convirtiéndose inmediatamente en el candidato presidencial de todo el Partido Nacional de cara a la elección general de octubre. Alrededor de la medianoche, en un acto en conjunto con todos los sectores del Partido Nacional, Delgado adelantó que el Partido Nacional trabajaría en un programa en común entre todo el partido y confirmó tanto que el presidente Luis Lacalle Pou encabezará las listas para las elecciones, como su fórmula presidencial: Valeria Ripoll, antigua panelista de televisión y ex-dirigente sindical de ADEOM (Asociación de Empleados y Obreros Municipales).

#### Precandidatos del Partido Nacional
| | |                                      |                                               | |
| | |                                      |                                               | |
| Precandidatos a la presidencia | |                                      |                                               | |
| Álvaro Delgado | Laura Raffo | Jorge Gandini                        | Carlos Iafigliola                             | Roxana Corbran |
| | |                                      |                                               | |
| Secretario de Presidencia (2020-2023) | Excandidata a la Intendencia de Montevideo (elecciones 2020)                                                          | Senador de la República (desde 2020) | Exprecandidato presidencial (elecciones 2019) | Excandidata a la Intendencia de Canelones (elecciones 2015)                                                                                |
| Agrupaciones que apoyan a cada precandidatura | |                                      |                                               | |
| Uruguay para adelante: - Aire Fresco - Lista 404 (Canelones: Lista 400) - Agrupación D Centro - Lista 5 - Renovación y Victoria - Agrupación Manuel Oribe (Florida) - Futuro Nacional - Espacio País (Mejor País + Lista 40) - Sumate (San José) - Unión Cívica (UC) - Una Más - Lista 22 (Montevideo) - Todo por el pueblo - Lista 880 - Lista 22 (Lavalleja) | Sumar: - Herrerismo - Lista 71 - Alianza Nacional - Lista 2004 - Movimiento Nacional de Rocha - Lista 504 - Lista 903 | - Por la Patria - Lista 250          | - Adelante - Lista 252                        | Fuerza Nacionalista: - Fuerza Nacionalista - Lista 1007 - Red Wilsonista - Blancos Federales - Unión Blanca Republicana - Tiempo de Cambio |

#### Resultados de la interna blanca
|  | 74,4 % |

|  | 19,2 % |

|  | 5,8 % |

|  | 0,3 % |

|  | 0,2 % |

|  | 0,1 % |

### Frente Amplio

#### Antecedentes y desarrollo de la interna frenteamplista

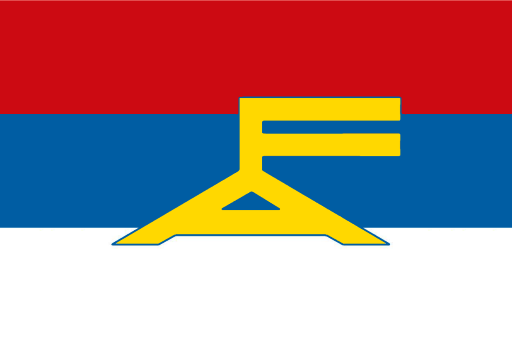
Bandera del Frente Amplio.

El Frente Amplio es una fuerza política heterogénea uruguaya ubicada en la izquierda del espectro político. Fue fundado el 5 de febrero de 1971, siendo integrado por históricos partidos de izquierda uruguayos como: el Socialista, el Comunista y el Demócrata Cristiano, y por otros grupos de izquierda menores, por agrupaciones disidentes de ambos partidos tradicionales (blanco y colorado) y por ciudadanos de carácter independiente. Su primer líder y candidato presidencial fue el general Líber Seregni, siendo su primera instancia electoral la elección de 1971. Después de la dictadura cívico-militar (1973-1985), participó en las elecciones de 1984 y en las de 1989, logrando en esta última ganar por primera vez la intendencia de Montevideo, siendo electo como intendente el médico y dirigente socialista Tabaré Vázquez.

Tabaré Vázquez pasaría a ser el candidato presidencial de la coalición de izquierdas en las siguientes elecciones, logrando en los comicios de 2004 ser electo como presidente de la República sin necesidad de balotaje, siendo además la primera elección presidencial no ganada por un partido tradicional.

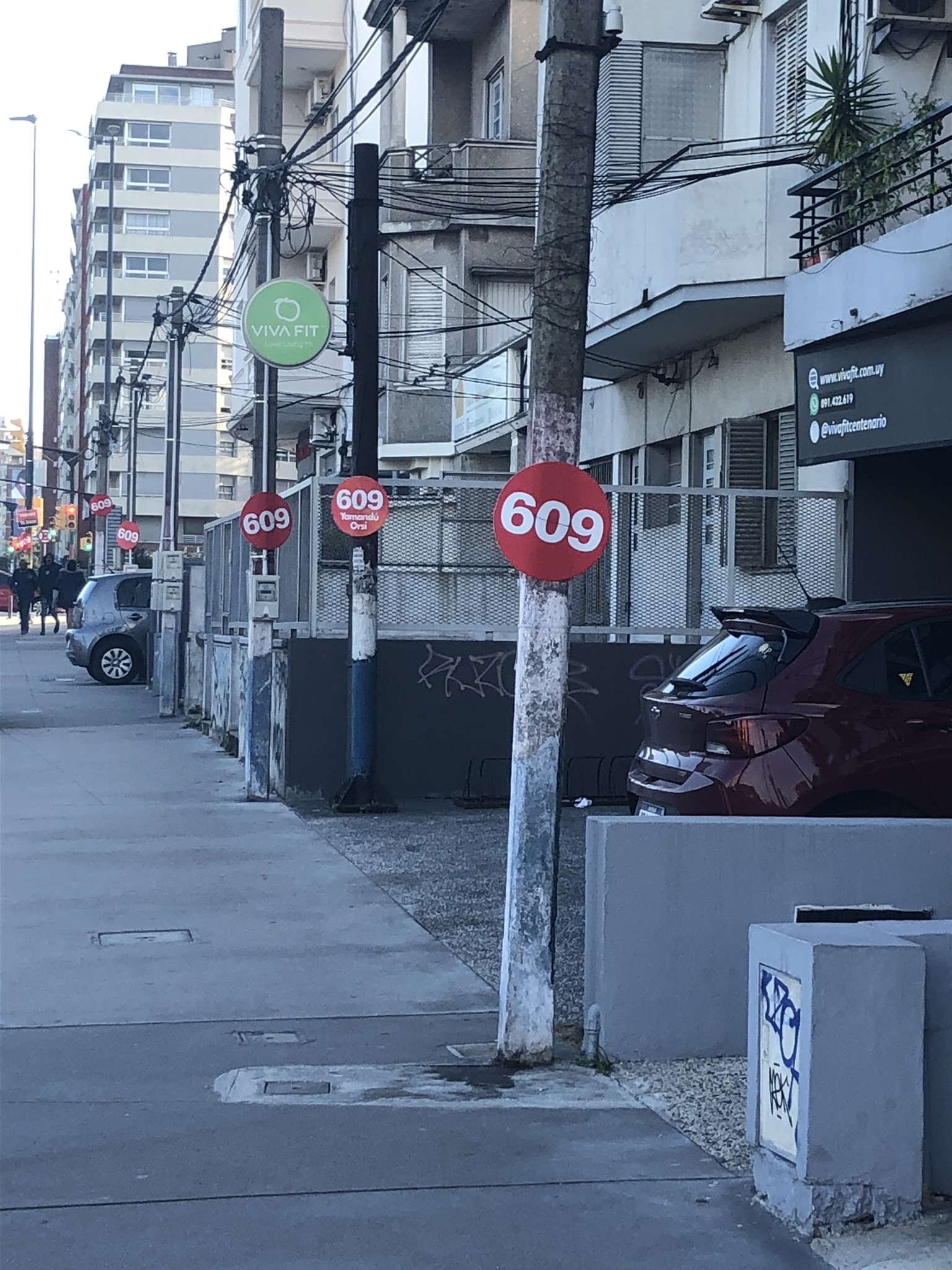
Cartelería política de la lista 609 de cara a las elecciones internas.

El Frente Amplio se mantuvo en el poder por quince años consecutivos (2005-2020), con la victoria en 2009 del exguerrillero tupamaro y dirigente del MPP, José "Pepe" Mujica, y la reelección de Vázquez en 2014. En las instancias internas del año 2019 el Frente Amplio vivó un proceso de reorganización y renovación de dirigentes ante el recambio generacional, donde fueron presentados cuatro precandidatos: el socialista e intendente de Montevideo, Daniel Martínez; la ministra de Industria Carolina Cosse, impulsada principalmente por el MPP; el dirigente sindical comunista Óscar Andrade y el economista Mario Bergara. Daniel Martínez resultó triunfante en esta instancia interna, alzándose como candidato único del Frente Amplio y escogiendo como compañera de fórmula a la edila de Montevideo Graciela Villar; pero a pesar de que el FA resultó el partido más votado en primera vuelta con el 39,0% de los votos, en balotaje alcanzó el 49,2% perdiendo contra el candidato nacionalista Luis Lacalle Pou que triunfó conquistando al 50,8% del electorado.
Nuevamente como oposición, el Frente Amplio eligió en una instancia interna, celebrada el 5 de diciembre de 2021, al dirigente sindical Fernando Pereira como presidente de la fuerza política y experimentó en el período las pérdidas del expresidente Tabaré Vázquez, quien falleció el 6 de diciembre de 2020 a causa de una enfermedad oncológica, y del contador Danilo Astori, quien fue vicepresidente, senador y ministro y falleció el 10 de noviembre de 2023. Estos hechos, junto a la edad avanzada del expresidente Mujica, llevaron a la fuerza política de izquierda a otra renovación de dirigentes.
En noviembre de 2022, el intendente de Salto, Andrés Lima (uno de los tres intendentes frenteamplistas electos en 2020), oficializó su intención de ser precandidato a la presidencia por el Frente Amplio en las internas de 2024. En 2023, el senador Mario Bergara confirmó que sería nuevamente precandidato del Frente Amplio, realizando el 19 de agosto de 2023 el lanzamiento de su precandidatura en un acto organizado por "Convocatoria Seregnista-Progresistas", un espacio integrado por sectores como Asamblea Uruguay de Danilo Astori. En marzo de 2023, el sector Vertiente Artiguista fue el primer sector del Frente Amplio en formalizar su respaldo a Yamandú Orsi, intendente de Canelones y quien fuera jefe de campaña de Daniel Martínez en 2019, como precandidato presidencial. Orsi, perteneciente al MPP, recibió el apoyo de su fuerza política pocos días después. En mayo de 2023, la intendente de Montevideo, Carolina Cosse, analizaba una posible nueva precandidatura, recibiendo a mediados y finales de ese mes el apoyo de distintos sectores como el Partido Comunista. Finalmente, el 17 de noviembre de ese año, Cosse oficializó su precandidatura con un acto político en el club Cordón.
El 10 de diciembre de 2023, el Frente Amplio, en su VIII Congreso Extraordinario, proclamó esas cuatro precandidaturas de manera oficial y conjunta.

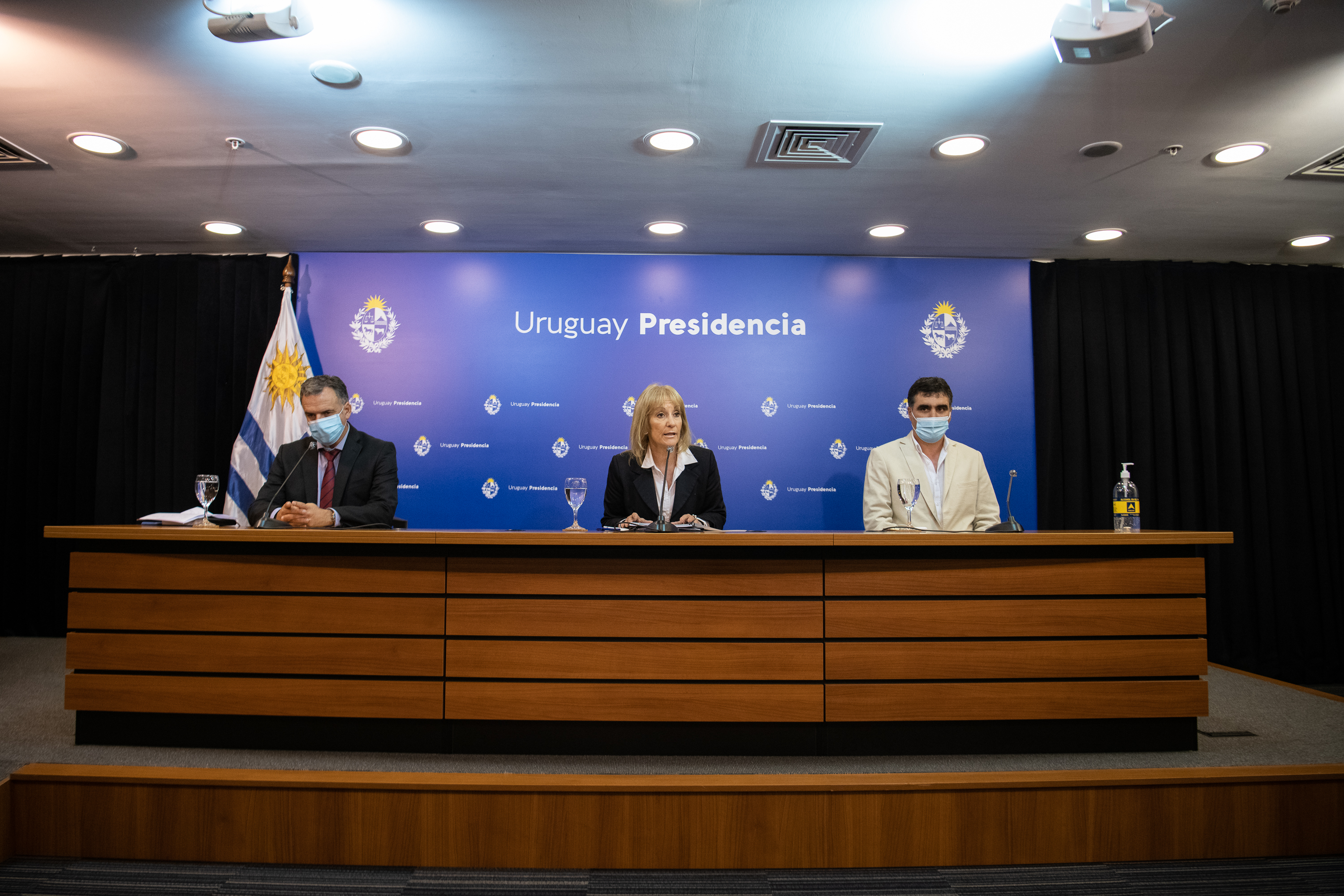
Yamandú Orsi, Carolina Cosse y Andrés Lima en el año 2021 durante la pandemia de COVID-19 en calidad de intendentes.

En marzo de 2024, tanto el sector Plataforma como el sector Magnolia, liderados por el exdirector de la OPP Álvaro García y el exintendente montevideano Christian Di Candia respectivamente, retiraron su apoyo a la precandidatura de Bergara para pasar a respaldar la campaña del exintendente Yamandú Orsi; esto debido al mal desempeño del senador Bergara en las encuestas. En abril, el senador Bergara admitió que estaba analizando bajar su precandidatura ante una interna altamente polarizada entre Orsi y Cosse. El martes 16 de abril Bergara hizo pública la decisión de bajar su precandidatura y adherir a la campaña de Yamandú Orsi.
Llegado el domingo 30 de junio, día de la celebración de elecciones internas, Yamandú Orsi triunfó en la interna frenteamplista, logrando conquistar más de la mitad de los votos y siendo electo inmediatamente como candidato único del Frente Amplio de cara a la elección general en octubre. Fernando Pereira, presidente del Frente Amplio, anunció sobre las 22:00 de ese día que la fórmula presidencial del Frente Amplio estaba definida, dando a entender que la conformarían Orsi y Cosse, luego de que el exintendente de Canelones ganara la interna y la jefa de la comuna de Montevideo resultara segunda. Efectivamente, ese mismo día, en un acto en conjunto con todos los precandidatos y múltiples dirigentes, el Frente Amplio confirmó que su fórmula presidencial de cara octubre sería Yamandú Orsi - Carolina Cosse.

#### Precandidatos del Frente Amplio
| | | |
| | | |
| Precandidatos a la presidencia | | |
| Yamandú Orsi | Carolina Cosse | Andrés Lima |
| | | |
| Intendente de Canelones (2015-2024) | Intendenta de Montevideo (desde 2020) Exprecandidata presidencial (elecciones 2019) | Intendente de Salto (2015-2025) |
| Agrupaciones que apoyan a cada precandidatura | | |
| - Espacio 609: MPP - Convergencia Popular - Espacio Celeste - Vertiente Artiguista - Lista 77 - La Patriada - Lista 1828 - Compromiso Frenteamplista - Lista 711 - Rumbo de Izquierda - Lista 642 - PAR - Lista 182 - Izquierda en marcha - Lista 502 - Frente en Movimiento - Lista 764 - Ir - lista 329 - Espacio de Integración Frenteamplista - Lista 939 - Movimiento Alternativa Socialista - Lista 959 - Alternativa Frenteamplista - Propuesta artiguista - No te rindas - Lista 52 - Encuentro Socialista Democrático (Movimiento Socialista + Partido Autóctono Negro) - Magnolia - Lista 1642 - Plataforma - UNIR - Lista 9 - Partido Socialista de los Trabajadores- Lista 1968 - Nuevo Espacio (departamental Canelones, actualmente ESA) - Lista 99 - Asamblea Uruguay - Lista 2121 - Fuerza Renovadora - Usina - Partido Demócrata Cristiano - Frente Río Negro - Claveles Rojos - Izquierda Cristiana - Marcha Frenteamplista - Nueva Izquierda - Lista 1916 | - La amplia - Lista 1358 - Casa grande - Lista 3311 - Movimiento Sumemos - Baluarte Progresista - Lista 800 - Partido Comunista - Lista 1001 - Congreso Frenteamplista - Lista 8009 - Lista 810 - Seguimos caminando juntos - Lista 2226 - Orejanos del Frente - Lista 1789 - Identidades - Espacio 240 (Canelones) - Movimiento Cambio Frenteamplista - Lista 5005 - Espacio Socialdemócrata Amplio (ESA) - Lista 99000 - Espacio De Frente - Lista 1303 - Partido Obrero Revolucionario - Lista 871 - Partido por la Victoria del Pueblo- Lista 567 - Brazo Libertador - Lista 611 - Corriente de Izquierda - Lista 5271 - Partido Socialista - Lista 90 - Frente Izquierda de Liberación (FIDEL) - Camino Frenteamplista - Lista 806 - Espacio 2040 - Corriente de Unidad Frenteamplista - Lista 9393 - Encuentro 18 de agosto - Lista 1808 - Partido Demócrata Cristiano (departamental de Salto) - Cambia Lavalleja - Lista 1888 (Lavalleja) | Encuentro Federal Artiguista - EnFa - Seregnistas de a pie - Lista 319 - Corriente Progresista Independiente - Lista 606 - Izquierda Democrática - Lista 933 - Liga Federal Montevideo - Lista 1813 - Agrupación Nuevo Frente - Agrupación Todos Nosotros - Espacio Celeste - Frenteamplistas Independientes - Agrupación Unión - Frente Común - Espacio Abierto - Lista 989 - Banderas de Líber - Lista 1312 |

#### Resultados de la interna frenteamplista
|  | 59,1 % |

|  | 37,6 % |

|  | 3,1 % |

|  | 0,1 % |

### Partido Colorado

#### Antecedentes y desarrollo de la interna colorada

Bandera del Partido Colorado.

El Partido Colorado es, junto al Partido Nacional, uno de los partidos tradicionales del Uruguay, cumpliendo a partir del 19 de septiembre de 2024 unos 188 años de antigüedad. Es el partido que más tiempo ha gobernado en la historia uruguaya y el que más lo ha hecho de forma consecutiva: casi 94 años consecutivos desde el 20 de febrero de 1865 (con la toma de poder del caudillo Venancio Flores tras triunfar militarmente) hasta el 1 de marzo de 1959 (dejando el poder al Partido Nacional tras perder en las elecciones de 1958).

Desde las elecciones de 2004 se convirtió en la tercera fuerza política, por detrás del Partido Nacional y del Frente Amplio, sin lograr acercarse a un segundo lugar en primera vuelta para entrar en balotaje. En 2017 el senador Pedro Bordaberry, candidato presidencial colorado en las elecciones de 2009 y de 2014, anunció que abandonaría la política. Esto llevó a que en las elecciones internas de 2019 la candidatura del Partido Colorado se disputará entre el economista outsider, y fundador de Ciudadanos, Ernesto Talvi, el quincista José Amorín Batlle y el veterano expresidente Julio María Sanguinetti, quien fue el primero en proponer la idea de una coalición de gobierno a los dirigentes nacionalistas Luis Lacalle Pou y Jorge Larrañaga en 2018. 

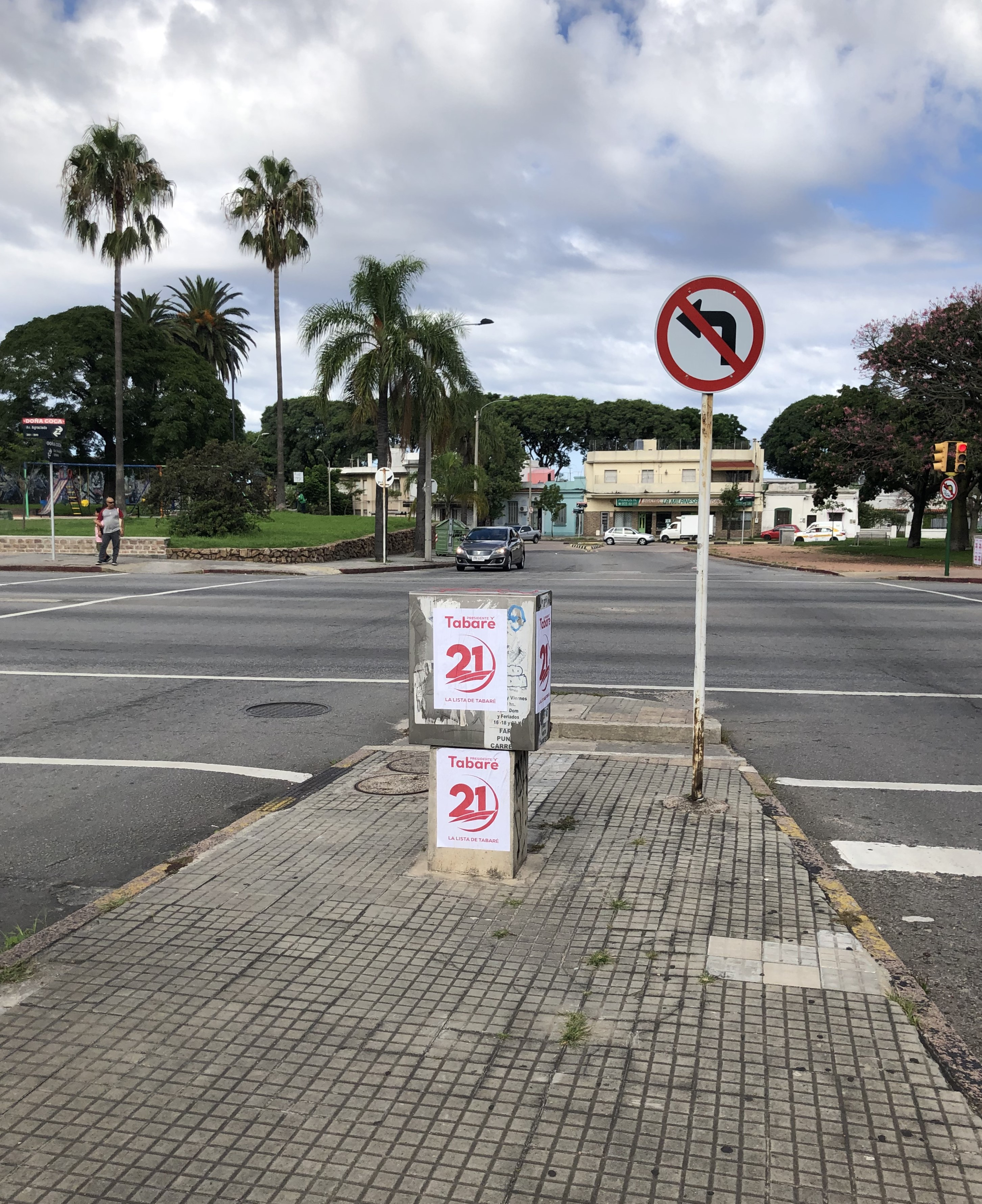
Publicidad electoral de la lista 21 en Montevideo, en apoyo a la precandidatura de Tabaré Viera.

Ernesto Talvi salió triunfante de la instancia interna y eligió como compañero de fórmula al funcionario de ANEP, Robert Silva. El Partido Colorado resultó nuevamente en tercer lugar, con un 12,8% de los votos. El Partido Colorado fue uno de los firmantes del documento "Compromiso por el país" y apoyó en segunda vuelta al candidato nacionalista Luis Lacalle Pou, quien resultó electo presidente de la República en instancia de balotaje. El presidente Lacalle asignó a Ernesto Talvi como Canciller de la República, pero en julio de 2020 Talvi decidió abandonar su puesto y la actividad política.
El retiro de la actividad política de Ernesto Talvi, y la edad avanzada del expresidente Sanguinetti, llevó a un proceso de renovación y reorganización dentro de la colectividad política. La figura de Pedro Bordaberry tomaba fuerza en el ámbito de las encuestas debido al panorama de incógnita y sin claros liderazgos cuando en 2022, el director Nacional de Telecomunicaciones, Guzmán Acosta y Lara, fue el primero en presentarse como precandidato colorado para las elecciones internas de 2024, con un nuevo sector: "Vientos de Cambio".

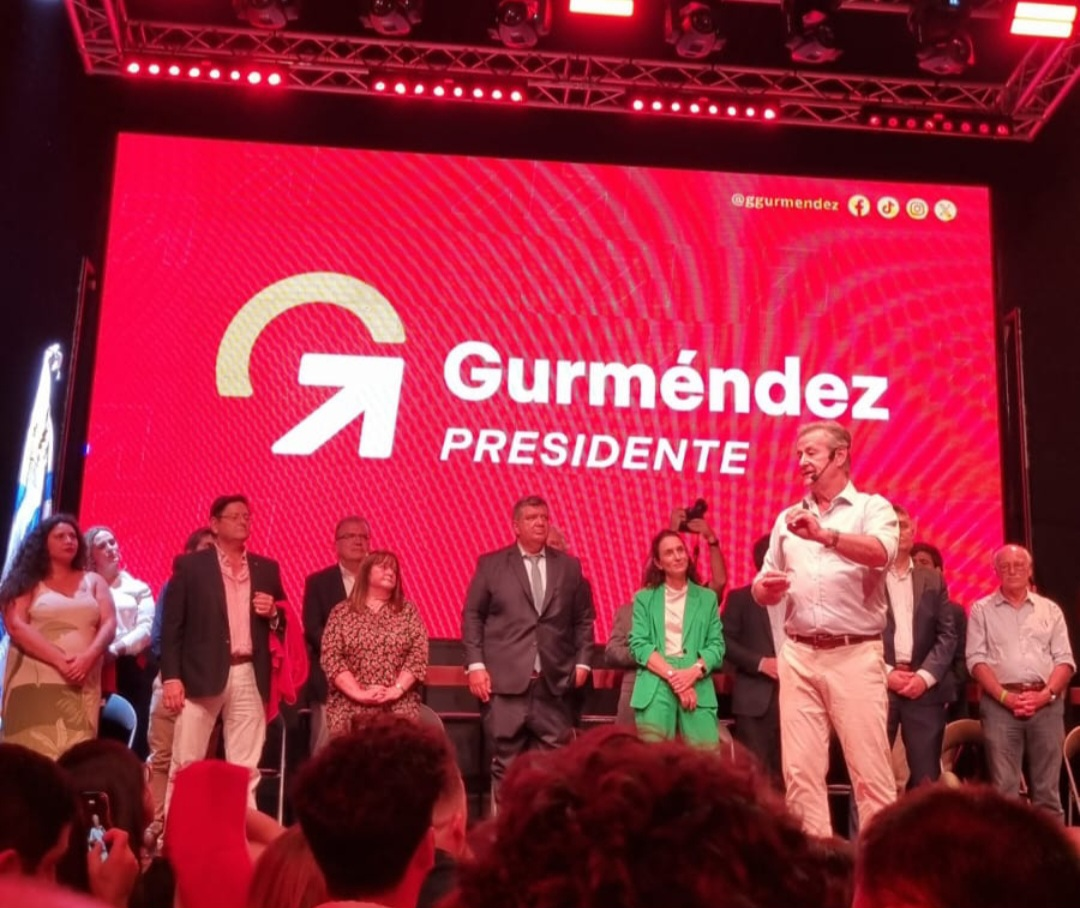
Lanzamiento de campaña de Gabriel Gurméndez en febrero de 2024.

En el correr del año 2023 la figura de Bordaberry, a pesar de mantenerse ausente de la política, seguía agrupando más de la mitad de la intención de votos de la interna colorada. En octubre se confirmaron múltiples precandidaturas, el primero en hacerlo fue el diputado por Montevideo Gustavo Zubía; seguido por el ministro de Turismo y exintendente de Rivera Tabaré Viera, apoyado por el sector Batllistas del expresidente Sanguinetti; y luego por dos funcionarios del gobierno: Gabriel Gurméndez y Robert Silva, quienes renunciaron el mismo día, el 26 de octubre, por motivos constitucionales. Anteriormente ambos habían sido exhortados por distintas agrupaciones para ser precandidatos, Silva por diversas agrupaciones departamentales de Ciudadanos y Gurméndez por la lista 15. Finalmente, el 22 de noviembre anunció a través de redes sociales su precandidatura el dirigente colorado Andrés Ojeda, abogado penalista quien fuera edil departamental de Montevideo entre 2010 y 2015 y primer suplente de la candidata multicolor a la intendencia de Montevideo en 2020, Laura Raffo.
Terminando el año 2023 con 6 precandidatos, a principios de 2024 dos mujeres confirmaron su intención de candidatearse a la presidencia: el 7 de marzo lo confirmó Carolina Ache Batlle, la exvicecanciller de la República quien renunció en diciembre de 2022 a raíz de su relación con el caso Marset, y, el 18 de marzo, la dirigente colorada independiente Zaida González. El Partido Colorado mantuvo en esta etapa ocho precandidaturas simultáneas. Sin embargo, a principios de abril, el diputado Zubía hizo pública la idea de bajar su campaña para apoyar a otro precandidato con la intención de evitar una victoria de Robert Silva. Mantuvo conversaciones con varios precandidatos colorados, pero el 16 de abril Zubía resolvió bajarse para adherirse a la campaña de Andrés Ojeda, lo que ambos precandidatos confirmaron vía conferencia de prensa al día siguiente. Al mes siguiente, el viernes 17 de mayo, medios periodísticos filtraron que ese mismo día el precandidato Guzmán Acosta y Lara anunciaría que bajaba su precandidatura para adherir a Gabriel Gurméndez. Ese mismo día, ambos dirigentes confirmaron en una conferencia de prensa en conjunto que Acosta y Lara apoyaría a Gurméndez y que acordaron 10 puntos programáticos, pero que sus sectores seguirán funcionando "por su lado".
Llegado el domingo 30 de junio, día de la celebración de elecciones internas, y con cinco precandidatos en competencia, Andrés Ojeda resultó triunfante en su interna pero sin lograr conquistar, al menos, la mitad de los votos de la interna colorada; por esta razón Ojeda deberá ser confirmado por la Convención Nacional del Partido Colorado como candidato único. Sin embargo, en un acto en la Casa del Partido Colorado junto a todos los precandidatos colorados, Ojeda no definió ese mismo día a su acompañante en la fórmula presidencial. Ojeda afirmó que la fórmula sería resuelta por consenso entre todos los precandidatos. Al día siguiente, el lunes 1 de julio, en un conferencia junto a todos los precandidatos, Ojeda anunció que Robert Silva, quien fuera candidato a vicepresidente de Ernesto Talvi en 2019 y quien se posicionó segundo en la elección interna, sería su compañero en la fórmula presidencial.

#### Precandidatos del Partido Colorado
| | | |                                                                                |                                                    |                                |
| | | |                                                                                |                                                    |                                |
| Precandidatos a la presidencia                                                                              | | |                                                                                |                                                    |                                |
| Robert Silva                                                                                                | Gabriel Gurméndez | Andrés Ojeda | Tabaré Viera                                                                   | Carolina Ache Batlle                               | Zaida González                 |
| | | |                                                                                |                                                    |                                |
| Presidente de ANEP (2020-2023) Excandidato vicepresidencial (elecciones 2019)                               | Presidente de ANTEL (2002-2004 y 2020-2023) | Abogado penalista | Ministro de Turismo (2021-2024) Intendente de Rivera (2000-2009)               | Subsecretaria de Relaciones Exteriores (2020-2022) | Empresaria                     |
| Agrupaciones que apoyan a cada precandidatura                                                               | | |                                                                                |                                                    |                                |
| Crece: - Ciudadanos - Lista 600 - Lista 1 (Salto) - Lista 712 (Rocha) - Alianza Republicana - Lista 600.000 | Impacto: - Lista 15 - Renovación y Cambio - Lista 29000 - Acción y Propuestas - Lista 30 - Agrupación Libertad - Agrupación Presidente Don Tomás Berreta - Gente Nueva - Lista 13 - Todo por Rivera - Lista 123 (Rivera) - Lista 23 - Reformistas - Rumbo Republicano 2525 (Canelones) - El Encuentro - Movimiento Verde - Acción liberal - Agrupación J. J. Amaro - Lista 22 (Florida) - Ciudadanos (departamental de Maldonado) - Arriba Paysandú - Lista 85 (Salto) - Viento de Cambio - Lista 220 - Rumbo Próspero | Unir para Ganar: - Arriba Flores - Agrupación Purificación - Acción Socialdemócrata Independiente - Acción Batllista (San José) - Lista 1551 (Montevideo) - Lista 2215 (Tacuarembó) - Unión de Jóvenes Reformistas (UJR) - Tercera Vía - Lista 9007 | Liderazgo para el cambio: - Batllistas - Lista 2000 - Vamos Salto - Lista 1010 | Vamos con la justa: - Lista 919 - Lista 10         | - LAURA Batllista - Lista 1616 |

#### Resultados de la interna colorada
|  | 39,5 % |

|  | 22,4 % |

|  | 18,6 % |

|  | 18,0 % |

|  | 1,1 % |

|  | 0,2 % |

|  | 0,2 % |

### Cabildo Abierto

#### Antecedentes y desarrollo de la interna cabildante

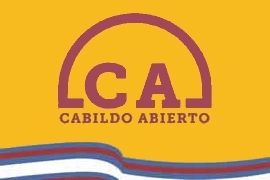
Bandera de Cabildo Abierto.

Cabildo Abierto es un partido político que se autodefine como "artiguista" pero que ha sido calificado como populista, nacionalista y conservador. Surgió a principios del año 2019, cuando compareció ante la Corte Electoral para solicitar su inscripción como partido político, de cara a las elecciones internas de junio ese mismo año. La solicitud fue aprobada por el organismo el 10 de marzo, tras la validación de unas 3.000 firmas presentadas por ciudadanos. La denominación original para el partido era "Movimiento Social Artiguista", pero debió ser cambiada tras una observación del organismo electoral.
Los miembros fundadores impulsaron la precandidatura a la presidencia del general retirado Guido Manini Ríos, quien finalmente aceptó a principios de abril. Manini Ríos había sido el Comandante en jefe del Ejército Nacional entre 2015 y 2019, año en el que fue cesado de sus funciones por el presidente Tabaré Vázquez por realizar graves cuestionamientos al Poder Judicial. Según información revelada en 2023, Manini tomó un rol protagónico en las negociaciones que llevaron a la formación del partido Cabildo Abierto mientras que era Comandante en jefe, lo que la Constitución de la República prohíbe de forma expresa.
Cabildo Abierto se presentó en las elecciones generales de 2019, su primera instancia electoral, logrando conquistar al 11,0% del electorado y consiguiendo 3 bancas en el Senado y 11 en la cámara de Representantes. Sin embargo, en 2023 Cabildo sufrió la escisión del diputado Eduardo Lust, que decidió mantener su banca y fundar un partido ambientalista, (el Partido Constitucional Ambientalista). Lust ya había sido clasificado por la prensa como "el diputado rebelde" de Cabildo por no seguir las líneas generales del Partido y protagonizó distintas polémicas, como la controversial frase filtrada de «La mitad de Cabildo Abierto fueron torturadores». A principios de 2024 Cabildo sufrió otras bajas, como la renuncia de la diputada suplente Inés Monzillo, quien pasó a militar en la lista 40 conducida por Javier García, o la ida de Elsa Capillera, diputada titular por Montevideo, que se adhirió a la precandidatura de Andrés Ojeda.
En 2024 la presidencia del Partido pasó de manos de Guillermo Domenech a las del ministro de Vivienda, Raúl Lozano Bonet; y se conformaron cuatro grupos en su interna: el Espacio de los Pueblos Libres (liderado por Eduardo Radaelli), Columna Unidad y Lealtad (liderada por Domenech), el grupo Adelante (conformado por seis de los diputados de Cabildo Abierto) y el Encuentro Nacional Cristiano (liderado por Lorena Quintana, funcionaria del Ministerio de Salud). Manini Ríos manifestó tener buenas expectativas con el resultado electoral de Cabildo en 2024, a pesar de las encuestas. Además, Cabildo impulsó una recolección de firmas para habilitar un plebiscito que reestructure las deudas de las personas físicas. A finales de abril confirmó que había alcanzado las firmas necesarias, por lo que continuaría con la campaña de recolección de voluntades hasta el 24 de mayo. Las firmas fueron finalmente entregadas el lunes 7 de octubre, buscando la realización del plebiscito para las elecciones departamentales de 2025.
Cabildo logró en esta elección interna 17.827 votos, lo que significó una gran reducción de votos frente a 49.485 votos obtenidos en las elecciones internas de 2019.

#### Precandidato de Cabildo Abierto
|                                                                                 |
|                                                                                 |
| Precandidato presidencial                                                       |
| Guido Manini Ríos                                                               |
|                                                                                 |
| Senador de la República (desde 2020) Excandidato presidencial (elecciones 2019) |

### Partido Ecologista Radical Intransigente

#### Antecedentes y desarrollo de la interna del PERI

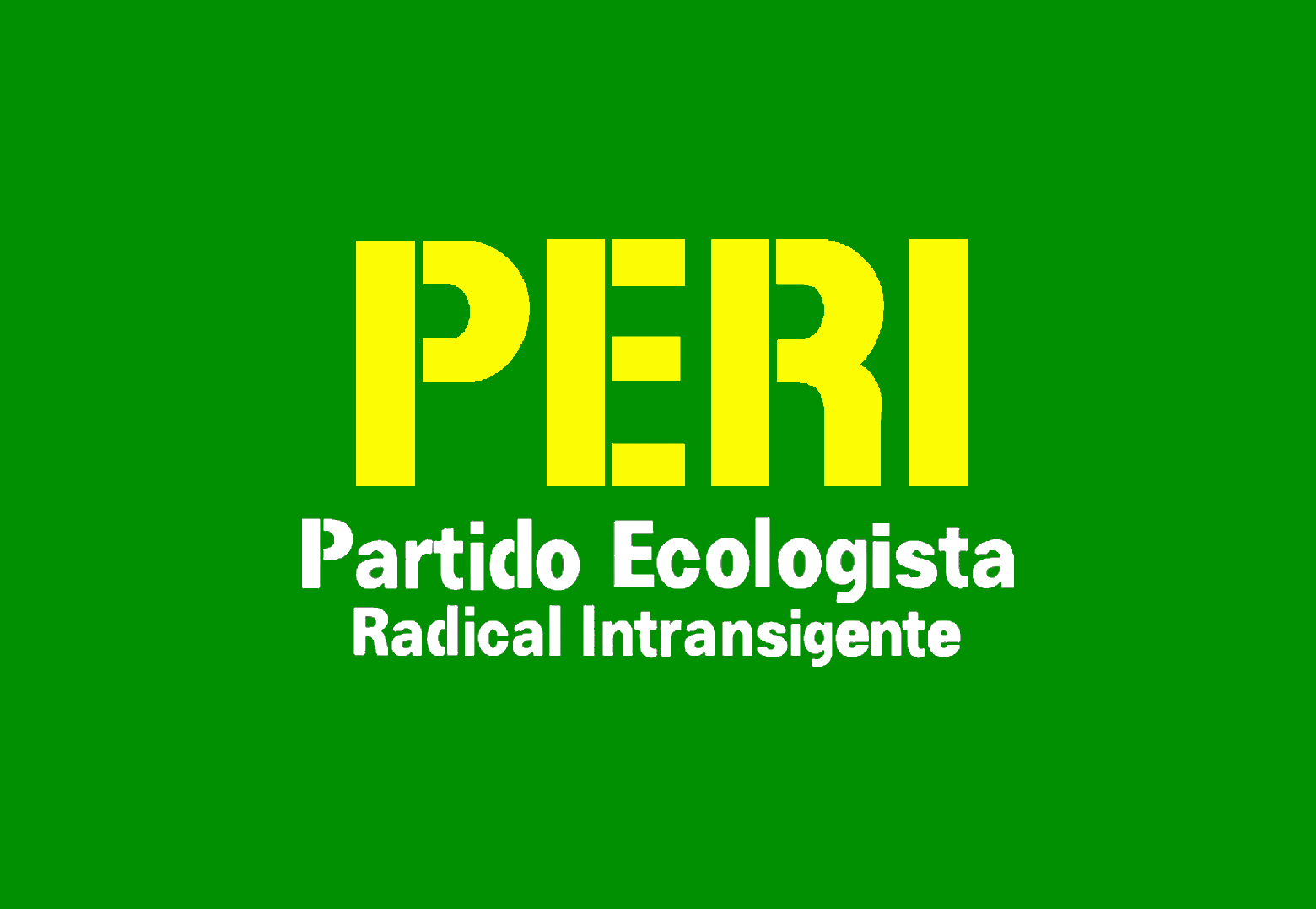
Bandera del PERI.

El Partido Ecologista Radical Intransigente (PERI), un partido ecologista surgido a principios de la década de los 2010, se presentó por primera vez en una instancia electoral en las elecciones de 2014, con su candidato siendo el ingeniero agrónomo César Vega, sin conseguir representación parlamentaria. Sin embargo, la colectividad política volví a presentarse y en los comicios de 2019, siendo nuevamente encabezada por Vega, logró posicionarse como la quinta fuerza política de Uruguay, cosechando el 1,4% de los votos y logrando una banca en la Cámara de Representantes con Vega como titular.
Habiendo superado en 2019 a partidos como el Partido Independiente y el Partido de la Gente, Vega manifestó tener buenas expectativas ante las elecciones de 2024, esperando mantener o aumentar su caudal electoral y, en consecuencia, aumentar su representación parlamentaria. Vega fue nuevamente el único precandidato del PERI en los comicios de 2024.
No obstante, el PERI logró en esta elección interna 877 votos, lo que significó una gran reducción frente a la elección interna de 2019, donde el PERI obtuvo 2.604 votos. 

#### Precandidato del PERI
|                                                                                                  |
|                                                                                                  |
| Precandidato presidencial                                                                        |
| César Vega                                                                                       |
|                                                                                                  |
| Representante Nacional (diputado) (desde 2020) Excandidato presidencial (elecciones 2014 y 2019) |

### Partido Independiente

#### Antecedentes y desarrollo de la interna del Partido Independiente

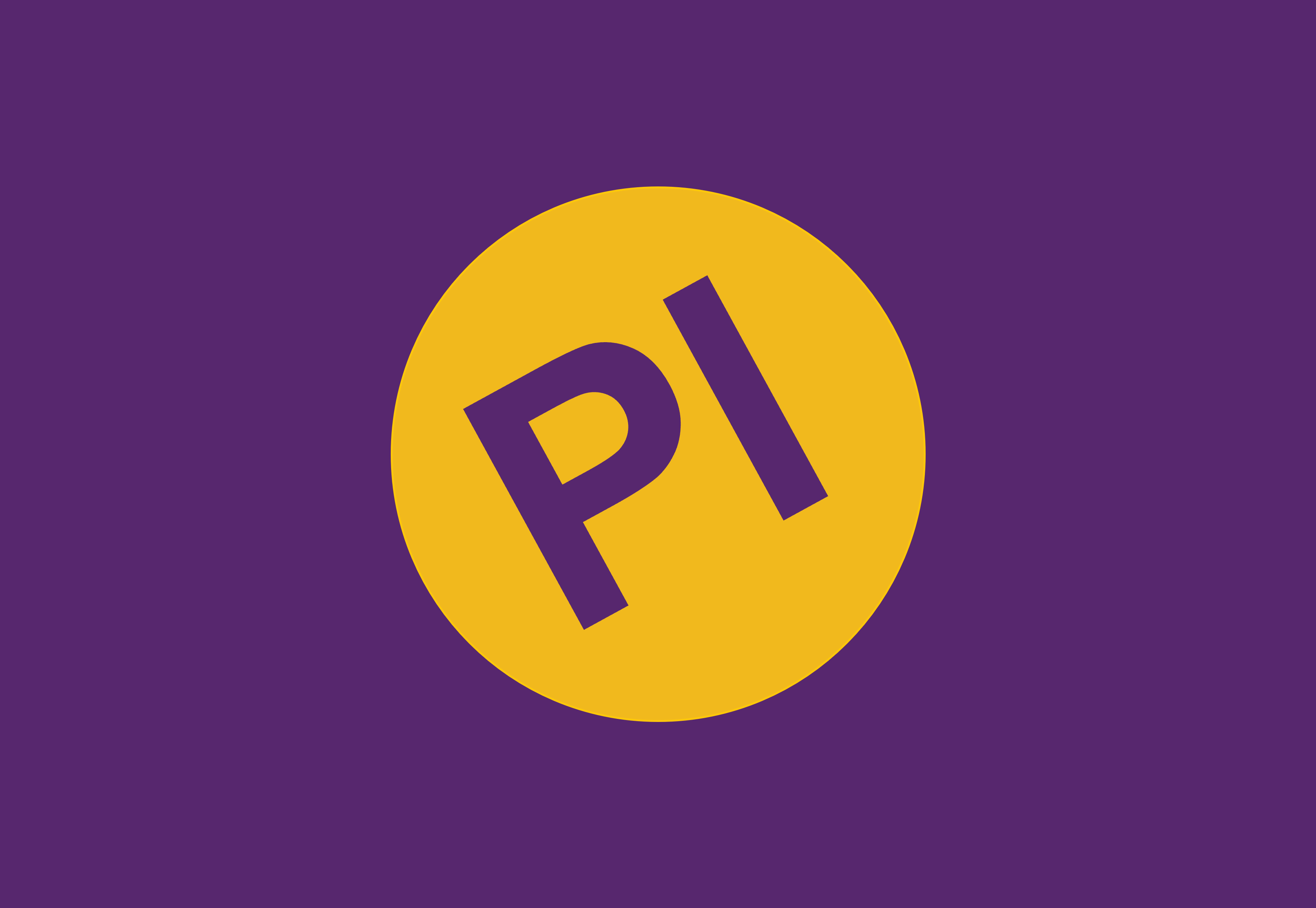
Bandera del Partido Independiente.

El Partido Independiente es un partido político fundado en el año 2002 a partir del sector parlamentario de legisladores llamado "Nuevo Espacio Independiente", conformado a principios del siglo XXI por legisladores del partido Nuevo Espacio que rechazaron la incorporación de esta fuerza política al Frente Amplio. En la fundación del partido participaron otras personas sin trayectoria política pero se nucleó primordialmente de socialdemócratas y demócratas cristianos. Participó por primera vez electoralmente en las elecciones de 2004, posicionándose como la cuarta fuerza política. El PI participó en todas las siguientes elecciones, siempre con el dirigente Pablo Mieres como candidato presidencial. El partido consiguió su mejor resultado en las elecciones de 2014, logrando tres bancas en la Cámara de Diputados y una banca en el Senado ocupada por Pablo Mieres.
Durante el desarrollo del año electoral de 2019, el Partido Independiente buscó la conformación de una fuerza política mayor como alternativa a los partidos tradicionales y al Frente Amplio creando alianzas con otros sectores de centro-izquierda disconformes. De esta manera se creó "La Alternativa", que incluyó al Partido Independiente, la agrupación "UNIR" del excolorado Fernando Amado, Avanza País de José Pablo Franzini y Navegantes de Esteban Valenti y su esposa Selva Andreoli. La coalición presentó la fórmula paritaria de Pablo Mieres a la presidencia y Selva Andreoli a la vicepresidencia. El acuerdo político llevado a cabo entre los cuatro sectores fue que no adelantarían cuál sería su voto en el balotaje. Sin embargo, Selva Andreoli realizó declaraciones al respecto en una entrevista en el programa de Canal 12 Desayunos informales. Esto causó malestar dentro del Partido Independiente, quien terminó por dejar la coalición.
El Partido Independiente se presentó por su cuenta a las elecciones generales, obteniendo el peor resultado electoral de su historia: un 1,0% y una sola banca en la Cámara de Representantes ocupada por Iván Posada. De cara al balotaje, el PI decidió apoyar la candidatura del nacionalista Lacalle Pou y pasó a ser uno de los miembros fundadores de la Coalición Multicolor. Pablo Mieres fue designado como Ministro de Trabajo y Seguridad Social y el lema del PI fue usado como lema en conjunto de la coalición para las elecciones departamentales de 2020 en Montevideo. Pablo Mieres dejó la titularidad del Ministerio el 2 de mayo de 2024 para ser precandidato del PI en 2024.
El Partido Independiente obtuvo en las elecciones internas de 2024 unos 2847 votos, lo que significó un aumento frente a los 2073 sufragios obtenidos en la interna de 2019. Sin embargo, el PI se posicionó como la sexta fuerza política más votada en esta elección interna, viéndose superado no solo por los partidos tradicionales, el Frente Amplio y Cabildo Abierto, sino también por el novel partido Identidad Soberana.

#### Precandidato del Partido Independiente
| |
| |
| Precandidato presidencial                                                                                        |
| Pablo Mieres |
| |
| Ministro de Trabajo y Seguridad Social (2020-2024) Excandidato presidencial (elecciones 2004, 2009, 2014 y 2019) |

### Partidos que pasaron a la elección general pero no poseen representación parlamentaria electa
De los 18 partidos políticos habilitados para participar en esta elección interna, 12 de ellos no poseen representación parlamentaria electa en comicios previos. Sin embargo, solo 8 de estos 12 lograron superar el filtro de 500 votos para poder participar en las elecciones generales en octubre.
|                     | Partido político | Partido político                        | Listas/Sectores | Precandidatos           | Detalles | Votos | Participó en las internas de 2019 | Posee representación parlamentaria | Ref                     |
| ------------------- | ---------------- | --------------------------------------- | --- | ----------------------- | --- | ----- | --------------------------------- | ---------------------------------- | ----------------------- |
|                     |                  | Identidad Soberana                      | Nosotros Mismos - Lista 18010 PIMPE | Gustavo Salle           | Partido creado por el excandidato presidencial 2019 por el Partido Verde Animalista, Gustavo Salle. | 4739  | No                                | No                                 | [ 201 ] [ 202 ]         |
|                     |                  | Unidad Popular - Frente de Trabajadores | 'Asamblea Popular' - Movimiento 26 de Marzo - Lista 326 - Partido Comunista Revolucionario - Lista 960 - Partido Humanista - Lista 1969 Partido de los Trabajadores - Lista 1917 Frente de Trabajadores en Lucha - Lista 565 | Gonzalo Martínez        | Acuerdo electoral conformado en diciembre de 2023 entre Unidad Popular, el Partido de los Trabajadores y el Frente de Trabajadores en Lucha. Oficialmente, se presentan bajo el lema Asamblea Popular. | 2207  | Sí                                | No                                 | [ 203 ]                 |
|                     |                  | Partido Verde Animalista                | Desafío - Lista 409 | Rita González Rodríguez | Agrupación animalista del PVA | 1102  | Sí                                | No                                 |                         |
| EcoVida - Lista 696 | Raúl Viñas       | Partido Verde Animalista                | Agrupación ambientalista del PVA | 300                     | |       | Sí                                | No                                 |                         |
|                     |                  | Partido Constitucional Ambientalista    | Lista 1187 | Eduardo Lust            | Partido liderado por el diputado Eduardo Lust (escindido de Cabildo Abierto) y reconocido por la Corte Electoral en diciembre de 2023.                                                                 | 1213  | No                                | Sí                                 | [ 207 ]                 |
|                     |                  | Basta Ya                                | - Basta Ya Uruguay - Lista 39 - Agrupación Gesta Oriental - Lista 139 | Jorge Bonica            | Partido fundado en el año 2022 liderado por Jorge Bonica. | 1053  | No                                | No                                 | [ 208 ] [ 209 ]         |
|                     |                  | Coalición Republicana                   | Lista 3002 | Juan Carlos Otormín     | Lema accidental formado por parte de los partidos que integran la Coalición Multicolor con el fin de comparecer a los comicios departamentales del 2025 bajo un mismo nombre.                          | 1053  | No                                | No                                 | [ 211 ] [ 212 ] [ 213 ] |
|                     |                  | Por los Cambios Necesarios              | Lista 2018 | Guillermo Franchi       | Partido fundado por Guillermo Franchi, exlíder del Movimiento Un Solo Uruguay. | 731   | No                                | No                                 | [ 214 ]                 |
|                     |                  | Partido Avanzar Republicano             | Lista 937 | Martín Pérez Banchero   | Partido fundado por escindidos del Partido Colorado y liderado por Martín Pérez Banchero. | 577   | No                                | No                                 | [ 215 ] [ 216 ] [ 217 ] |

### Partidos habilitados que no pasaron a la elección general
De los 18 partidos políticos habilitados para participar en esta elección interna, los siguientes cuatro no lograron superar la franja de los 500 votos. A consecuencia de esto, no participarán en las elecciones generales.
|  | Partido político | Partido político               | Listas/Sectores | Precandidatos            | Detalles | Votos | Participó en las internas de 2019 | Posee representación parlamentaria | Ref             |
|  | ---------------- | ------------------------------ | --- | ------------------------ | --- | ----- | --------------------------------- | ---------------------------------- | --------------- |
|  |                  | Partido Libertario del Uruguay | - Cruzada Libertaria - Lista 1989 - Salto a la libertad - Lista 56 - Movimiento libertario de Maldonado - Lista 171 | Nelson Petkovich         | Partido liderado por Nelson Petkovich y reconocido por la Corte Electoral el 26 de diciembre de 2023.                                                                                                   | 492   | No                                | No                                 | [ 218 ] [ 219 ] |
|  |                  | Patria Alternativa             | Lista 13320 | Javier Sciuto            | Partido conspiracionista y antivacunas liderado por Javier Sciutto y Fernando Ferreira.[cita requerida]                                                                                                 | 384   | No                                | No                                 | [ 220 ]         |
|  |                  | Partido de la Armonía          | Lista 1258 | Ruben Martínez Izaguirre | Partido fundado en agosto de 2022 y que presentó las firmas correspondientes a la Corte Electoral en diciembre de 2023. Es liderado por el rochense y practicante de kung-fu Ruben Martínez.            | 344   | No                                | No                                 | [ 222 ]         |
|  |                  | Devolución                     | Liberales por la Gente - Lista 7005                                                                                 | Pablo Paiva              | Creado con el nombre original "Liberales por la Gente". Partido liderado por Pablo Paiva, allegado a Edgardo Novick, tras el quiebre de la interna del Partido de la Gente con el diputado Daniel Peña. | 316   | No                                | No                                 | [ 223 ] [ 224 ] |

## Incidentes

### Copa América y revisión de fecha de los comicios

Logo de la Conmebol Copa América USA 2024.

La fecha a realizarse las elecciones, el 30 de junio de 2024, coincidió con el desarrollo de la Copa América de 2024 a celebrarse en Estados Unidos (torneo programado para llevarse a cabo entre el 14 de ese mes hasta el 14 de julio). En 2023 la senadora por el Frente Amplio, Liliam Kechichian, sugirió adelantar las votaciones por un posible solapamiento con el torneo futbolístico. Existiendo un antecedente cuando el Parlamento votó en 2012, casi por unanimidad, el adelantamiento de las elecciones internas de 2014 para el primer domingo de junio de ese año, en lugar del último domingo de ese mes; debido a que en esa fecha la selección de fútbol de Uruguay jugaba contra la selección colombiana un partido de la Copa Mundial de Fútbol de 2014.
No obstante, en diciembre de 2023 se conoció el fixture del certamen y los legisladores de todos los partidos estuvieron de acuerdo en que no era necesario un cambio de fecha porque entendieron que no sería una distracción para el normal desarrollo de los comicios. Uruguay jugó por el Grupo C contra Panamá el 23 de junio; contra Bolivia el 27 de junio; y finalmente contra el combinado local, Estados Unidos, el 1 de julio.

### Dichos de José Mujica
En febrero de 2024, el expresidente José Mujica y líder del MPP, quien apoya al precandidato frenteamplista Yamandú Orsi, generó polémica dentro de la interna del Frente Amplio al asegurar en rueda de prensa que Yamandú Orsi “es el único” que puede ganarle al Partido Nacional en octubre de 2024. “(Carolina) Cosse es buenísima pero no le gana a los blancos”, dijo durante una rueda de prensa, y ante la consulta de los periodistas, respondió: “Porque no la bancan en el interior, y perdimos las elecciones (en 2019) por el interior”.

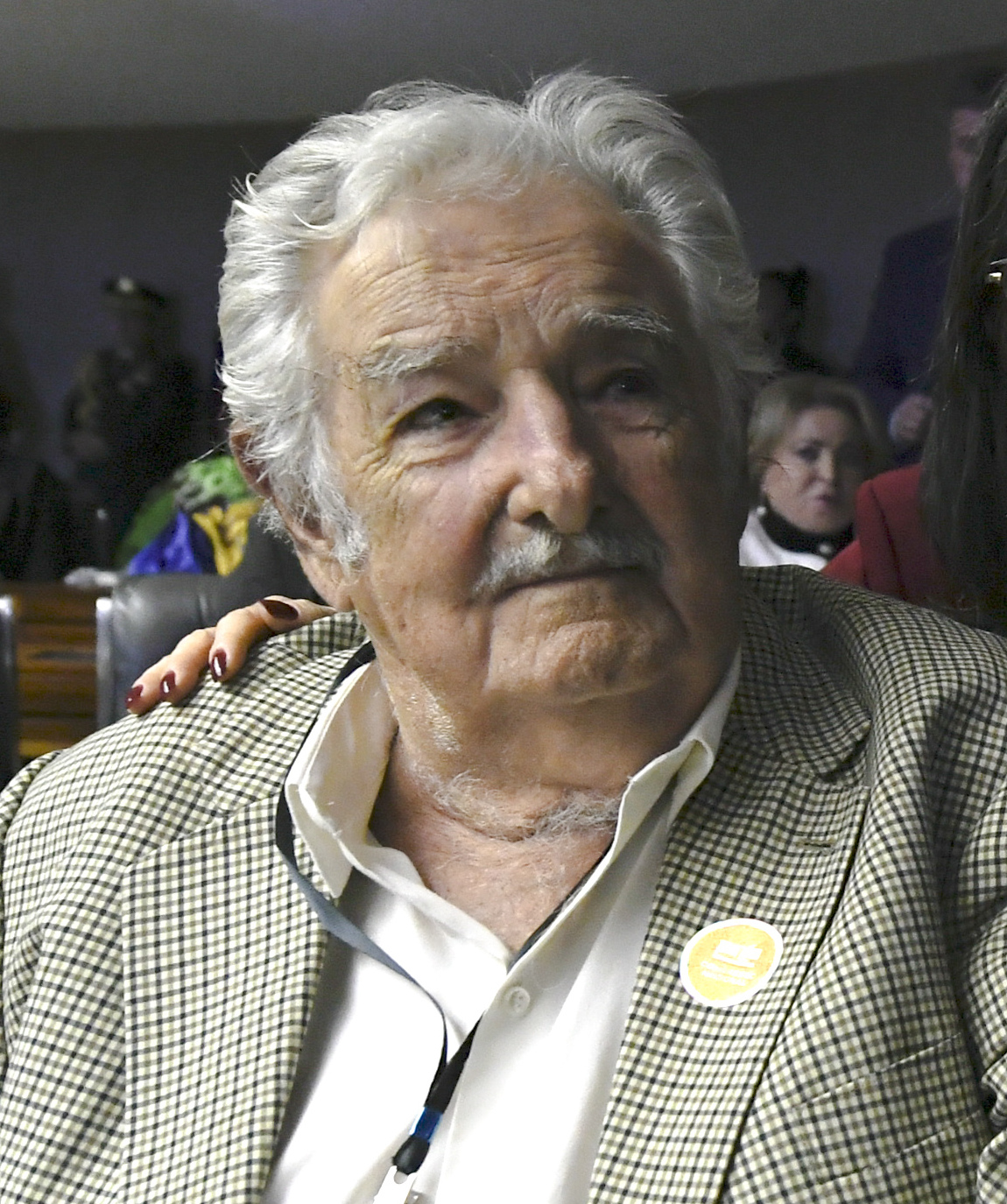
José Mujica, expresidente de Uruguay (2010-2015), en 2023.

La intendenta de Montevideo y precandidata del Frente Amplio, Carolina Cosse, fue consultada por lo periodistas al respecto y aseguró que “no quiere polemizar” con el expresidente José Mujica. Sostuvo que “caer en esa cosa bidimensional del Uruguay nos lleva para atrás, pensar que el Uruguay es un Montevideo homogéneo y un interior homogéneo es una visión muy antigua”, y admitió su “gran cariño y respeto” por Mujica, pero aclaró: “Con algunas cosas, como con cualquier frenteamplista, comparto opiniones, en otras no”.
Posteriormente, en marzo de 2024, Mujica volvió a polemizar en el contexto de una rueda de prensa en el barrio La Teja, donde el precandidato Orsi, lanzó oficialmente su campaña de cara a las internas de junio. Mujica afirmó que las elecciones serán difíciles y que seguramente habrá balotaje. Consultado por lo periodistas si esa segunda vuelta sería con Álvaro Delgado, precandidato del Partido Nacional, Mujica comentó que "si fuera blanco no lo voto a Delgado, es más atractiva la piba", en referencia a a la precandidata nacionalista Laura Raffo.
La precandidata nacionalista Laura Raffo respondió a los dichos del expresidente José Mujica a través de una publicación en X (antes Twitter) en la que afirmó que “los de afuera son de palo”. “Las preferencias en el Partido Nacional las definimos entre los blancos”, añadió la nacionalista. “Quiero ser presidenta de la República para que esta coalición gobierne el Uruguay cinco años más buscando más prosperidad para todos. Ni piba, ni vieja. El Uruguay 2024 exige más respeto hacia las mujeres candidatas”, finalizó Raffo.

### Denuncia penal contra Yamandú Orsi
En la madrugada del miércoles 13 de marzo de 2024, una mujer trans de 42 años, denunció al exintendente de Canelones y precandidato por el Frente Amplio, Yamandú Orsi. Los hechos narrados ante los efectivos coinciden con los dichos de la militante del Partido Nacional Romina Celeste Papasso a través de sus redes sociales, donde en un video publicado una semana antes afirmó que una mujer trans le había hecho un relato “hace un par de años”, donde contaba que el exintendente en 2014, previo a asumir el cargo, ejerció violencia física contra ella luego de “pararla y levantarla” cerca del parque Roosevelt.

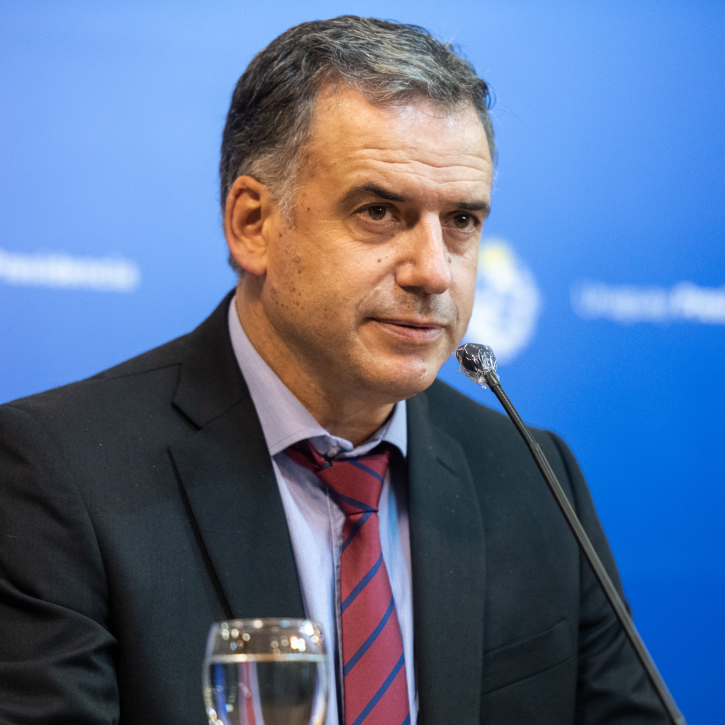
Yamandú Orsi, exintendente de Canelones y precandidato del Frente Amplio.

La denunciante, que aclaró que vive con una amiga y es trabajadora sexual, radicó el reclamo formal ante la seccional décima y contó qué sucedió según su propia versión. El caso fue analizado por la Dirección de Depuración, Priorización y Asignación de Fiscalía, que la asignó a la Fiscalía de Ciudad de la Costa de 2.º Turno a cargo de la fiscal Sandra Fleitas. Se determinó como denuncia de lesiones y no como un delito sexual.
La denunciante especificó que en junio del año 2014, un hombre que la contrató llegó a agredirla, lastimándole la nariz de un cabezazo. Además, la denunciante aclaró que al otro día que sucedieron los hechos narrados fue hasta el Hospital Pasteur porque se había “hecho una cirugía estética” en la nariz dos meses antes. Cuando la mujer fue consultada si reconoce a la persona que la agredió, respondió: “En ese momento no sabía quién era, ya que no era una persona pública. Lo reconocí hace muy poco, ya que comenzó con una campaña política. Quien me agredió es el señor Yamandú Orsi”.
Orsi negó el domingo 17 de marzo las acusaciones y dijo que se encontraba analizando si se iba a presentar a la Justicia, ya que consideró que podría encuadrarse en un caso de “injurias y difamación”. Sostuvo que era “un disparate” y “un tema político, de movida de campaña, al que en Uruguay no estamos acostumbrados”. El exintendente de Canelones consideró que existe "una campaña sucia" contra su postulación y aclaró: "No me voy a bajar de la candidatura". En ese sentido, apuntó: "Esto es un juego político. Defendamos la democracia". “La propia persona que me acusó pidió que la denunciara y no lo hice. No lo voy a hacer ahora, pero no descarto nada, hay que ir por todo, hasta el hueso. Lo más doloroso, lo más inmediato, es lo que afecta a mi familia”, señaló.
La fiscal encargada del caso, Sandra Fleitas, explicó que es necesario asegurarle al precandidato una indagatoria “profunda y seria” en el marco de la campaña. “La idea es terminar [el trabajo del tribunal] esta semana”, sostuvo la fiscal en entrevista con Las cosas en su sitio (Radio Sarandí). Fleitas definió el caso como “complejo” y explicó que al ser la víctima una trabajadora sexual trans está amparada por las “normas de vulnerabilidad”.
Francisco Legnani, secretario general de la Intendencia de Canelones y coordinador político de la campaña de Orsi, advirtió en X: "En el video del pasado jueves (7 de marzo) se afirma que hace un par de años la denunciante le narró los hechos. Mientras que la denunciante afirma que fue hace pocos días (martes 5 de marzo)". En concreto, la diferencia radica en que la militante del Partido Nacional, Romina Celeste, contó que la mujer trans le narró la situación hace dos años, cuando la denunciante aseguró que la contactó días atrás.
En diálogo con El País, Romina Celeste dijo que esta contradicción "no cambia en nada lo que es realmente la denuncia" de la mujer trans, y que se trató simplemente de un error. "Cuando estaba haciendo el video en realidad lo que quise decir es 'me contó que hace unos años', pero terminé diciendo lo que se entiende ahí, porque hablo rápido cuando me caliento haciendo los videos", indicó. También comentó que, a propósito, dio mal un dato para intentar confundir y así conseguir que nadie identificara a la denunciante. "En el video también, por las dudas, que la están buscando y están poniendo fotos de una persona que se llama igual y que está fallecida, yo en su momento agarro y digo: 'Ella es de Canelones'. Ella en realidad es de Montevideo", reconoció.
El viernes 3 de mayo, ante el periodista del medio M24, Diego Martini, la militante nacionalista Romina Celeste Papasso, quien había divulgado en redes sociales que Orsi, presuntamente, había golpeado a una mujer trans de forma previa a que se realizara la denuncia formal en fiscalía, afirmó que la denuncia era falsa. «La denuncia contra Yamandú Orsi es falsa. Así me lo confirmó @romina_uy. Paula Díaz, quien hizo la denuncia, “quería fama y dinero”», escribió el periodista en la red social X.
“Quiero decirles que la denuncia a Orsi es falsa. Esta persona [Paula Díaz] es una consumidora de pasta base”, comienza Pappaso en un audio difundido por el periodista Diego Martini, en el que Papasso aseguró que la denuncia era falsa. “Yo la acompañé a la Seccional 10ª [el pasado 10 de marzo]. A esa persona nadie la obligó a nada. La persona fue porque quiso ir. Yo la fui a buscar porque no tenía ni para el boleto y yo la llevé. Ella denuncia en la Seccional 10ª y toda la denuncia sobre la nariz la inventó ella”, dijo la militante blanca. Tras desacreditar a la denunciante, la militante del Partido Nacional cargó contra el periodista Ignacio Álvarez, al parecer con la intención de adelantarse a contenidos relacionadas al caso que este emitiría el próximo domingo en su programa Santo y Seña.
La presidencia del Frente Amplio emitió un comunicado en el que pidió "sanciones a quienes pensaron y ejecutaron la operación de enchastre". "Tuvo que pasar el tiempo para que la verdad comenzara a salir a la luz, quedando en evidencia que la denuncia penal presentada en contra de Yamandú Orsi, como la campaña que se armó, fue una mentira", sostuvo la presidencia del Frente Amplio.
El domingo 5 de mayo, en el programa Santo y Seña, la denunciante Paula Díaz afirmó que la denuncia era falsa y compartió audios en los que se escucha a Romina Celeste indicar cómo tiene que presentar la denuncia y qué decir para que sea más creíble. El lunes 6 de mayo el Partido Nacional expulsó a Romina Celeste por "denuncias falsas e infundadas", mientras que el precandidato Yamandú Orsi llevó a cabo una conferencia de prensa en la que afirmó que "hubo maniobra política" porque "se trató de impedir" que él fuera candidato a la presidencia por el Frente Amplio. Además, el exintendente radicó una denuncia penal por "simulación de delito y difamación". Ese mismo día la policía detuvo a Romina Celeste en casa de su madre y le incautaron dos dispositivos electrónicos, también se dio orden de captura para la denunciante Paula Díaz. En la tarde de ese lunes Paula Díaz fue detenida en las inmediaciones de su casa mediante un operativo montado por la Dirección General de Lucha contra el Crimen Organizado e Interpol; al día siguiente se le condenó a 20 meses de liberad a prueba.

### Denuncias de clientelismo alrededor de la precandidatura de Andrés Lima

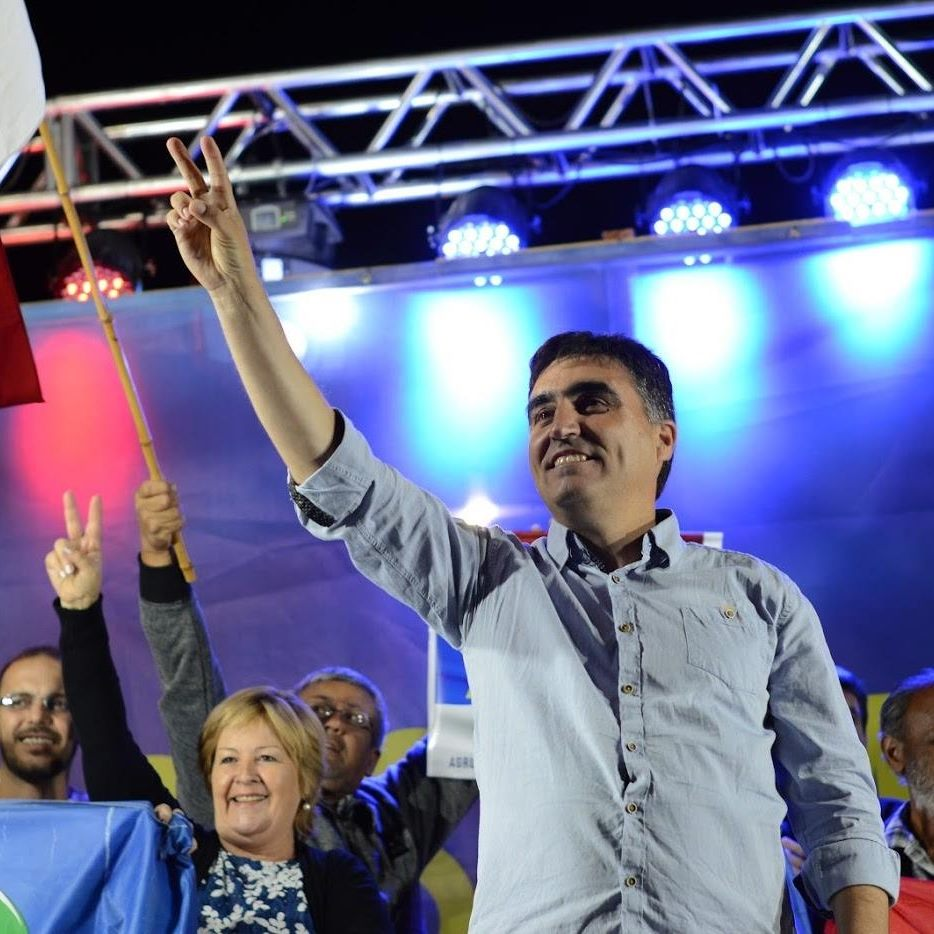
Andrés Lima, intendente de Salto y precandidato del Frente Amplio.

El domingo 24 de marzo de 2024, el intendente de Salto Andrés Lima hizo oficial su precandidatura con un acto de lanzamiento en el barrio Artigas de la ciudad de Salto, contando con la presencia de las 26 agrupaciones que conforman el EnFA (Encuentro Federal Artiguista).
Tras el lanzamiento, la edila frenteamplista de Salto Patricia García, de la lista 2316 y dirigente cercana al intendente, se refirió en duros términos a un referente de otra lista que apoya al jerarca departamental. En particular, García cuestionó el proceder del actual director de servicios públicos de la Intendencia de Salto, Mario Furtado, por ofrecer dinero a militantes de su lista en el acto de proclamación de la precandidatura de Lima.
Posteriormente, el martes 26 de marzo se viralizó un audio a través de la red social WhatsApp en la que una mujer que se identificaba a sí misma como Karina Correa, "la cabeza de la lista 612", incitaba a familias de una cooperativa a militar por Andrés Lima, estando presentes en eventos y reuniones políticas, a cambio de terrenos. El entorno del precandidato comentaron a El Observador que Lima desmentía totalmente lo que se afirma en el audio y que desvinculará de su paraguas electoral (el EnFA) a la lista 612. Tal y como lo confirmó el intendente Lima a través de la red social X.
En el mes de abril el diputado cabildante Rodrigo Albernaz denunció penalmente a Andrés Lima, junto a otros funcionarios de la comuna salteña, por irregularidades en la gestión departamental: entrega de viviendas a militantes y uso de camiones municipales en favor de simpatizantes. Albernaz presentó diversos hechos irregulares denunciados públicamente por distintos funcionarios de la Intendencia de Salto, entre ellos el de Karina Correa, quien fue desvinculada de la Lista 612, o la denuncia de dos funcionarios públicos a la Intendencia por uso de camiones para repartir materiales a militantes frenteamplistas, entre otros casos.
Lima también fue acusado por "irregularidades" en el ámbito de entrega de viviendas por la edila nacionalista de Salto, Florencia Supparo, quien presentó un pedido de informes para conocer los titulares de cinco padrones que fueron donados por un particular a la intendencia para su uso público (las cooperativas Coviunif, Coviburton, Madres Solteras y 44 Viviendas). La edila insistió en que la intendencia “usó“ esos terrenos “sin pasar por la Junta para dárselos a cooperativas de militantes, usándolos a ellos de rehenes de sus intereses partidarios”. “Por eso es que estamos denunciando la situación que nos parece, además de irregular, muy grave”.

### Fallecimiento del senador Adrián Peña

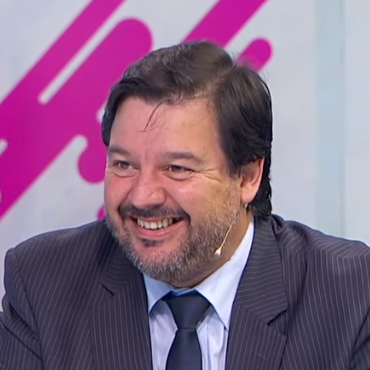
Adrián Peña, senador y exministro colorado, a finales de 2021.

El político colorado Adrián Peña, senador, exministro y dirigente del sector Ciudadanos que apoya la precandidatura de Robert Silva, falleció a la edad de 48 años en la noche del jueves 4 de abril de 2024 a causa de un accidente automovilístico provocado por un choque frontal sobre la ruta 36, en el departamento de Canelones y a la altura de la localidad de Los Cerrillos.
Legisladores, políticos y dirigentes de todos los partidos lamentaron lo ocurrido y expresaron sus condolencias a través de las redes sociales. Por decisión de la familia no se realizaron honores de Estado ni velatorio en el Salón de los Pasos Perdidos del Palacio Legislativo, como le correspondería por ser senador y exministro de gobierno. El sepelio fue realizado en el cementerio de San Bautista, donde Peña era oriundo. Estuvieron presentes, además del presidente Luis Lacalle Pou, dirigentes colorados como los precandidatos Gabriel Gurméndez, Robert Silva y Andrés Ojeda, las diputadas María Eugenia Roselló y Nibia Reisch, el representante Ope Pasquet, entre otros. También concurrieron la vicepresidenta de la República, Beatriz Argimón, y el excandidato a presidente colorado Pedro Bordaberry, así como el actual ministro de Ambiente, Robert Bouvier, quien asumió ese cargo tras la renuncia de Peña en enero de 2023. Desde filas nacionalistas, concurrieron el precandidato Álvaro Delgado, así como los senadores del Partido Nacional Javier García, Luis Alberto Heber y Graciela Bianchi. Del Frente Amplio, acudieron, entre otros, el exintendente de Canelones y precandidato del Frente Amplio, Yamandú Orsi, así como la precandidata Carolina Cosse. Y también estuvo el senador de Asamblea Uruguay José Carlos Mahía, referente canario de la fuerza política.
A raíz de su fallecimiento, dirigentes y precandidatos del Partido Colorado, del Partido Nacional y del Frente Amplio suspendieron sus actividades. El Comité Ejecutivo Central del Partido Colorado emitió un comunicado en el que declaraba tres días de duelo partidario en homenaje a su memoria en los que la bandera del Partido Colorado ondearía a media asta y la puerta de la Casa del Partido Colorado permanecería entornada.

### Denuncia contra Álvaro Delgado ante la Corte Electoral
El martes 16 de mayo el Frente Amplio anunció que denunciaría al precandidato nacionalista Álvaro Delgado por presunta violación de la veda electoral.  La oposición apuntó contra el precandidato del Partido Nacional por el spot de casi 5 minutos exhibido en el prime time televisivo, donde promociona su plan de gobierno.
La pieza audiovisual ya había sido cuestionada por el presidente frenteamplista, Fernando Pereira, quien en rueda de prensa consideró que “viola la ley electoral” y cuestionó: “¿De dónde salen tantos recursos? ¿Quién lo financia?”. En la previa a la denuncia, el ministro de la Corte Electoral, José Garchitorena, señaló que la autoridad actúa "a denuncia de parte”, por lo que se comprometió a analizarlo cuando haya una presentación judicial. Garchitorena advirtió que "para las internas se puede hacer en los 30 días previos” y que “la ley establece qué se entiende por publicidad electoral y establece excepción, por ejemplo, para que los partidos puedan promocionar sus actos políticos partidarios". De todos modos, el ministro de la Corte Electoral aclaró que el incumplimiento de la norma no prevé sanciones. “El pronunciamiento es simplemente si se violó o no la ley vigente. Queda en una sanción de tipo moral", apuntó.
En tanto, desde el Partido Nacional aseguraron que el spot cumple con la ley porque se encuadra en el artículo 2, que excluye a “la difusión de información sobre actos políticos y actividades habituales del funcionamiento de los partidos”, al argumentar que el video fue una invitación a conocer el programa de gobierno de Delgado de cara a las elecciones 2024. Álvaro Delgado dijo en rueda de prensa desde Florida que: "el spot no viola ninguna norma, eso está claro, porque el spot termina haciendo lo que hacen otros spot de otros partidos, invitando algunos a un acto, en este caso invitando a descargar este programa de gobierno”.

### Renuncia de Pablo Iturralde

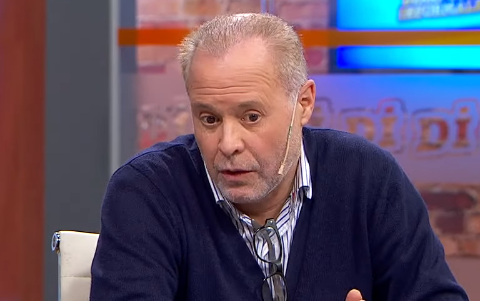
Pablo Iturralde en 2019.

El jueves 23 de mayo se filtraron conversaciones entre Pablo Iturralde, quien era presidente del directorio de Partido Nacional, y Gustavo Penadés, exsenador por el Partido Nacional quien se encuentra imputado por múltiples delitos de índole de abuso sexual. En estas conversaciones, difundidas por el semanario Búsqueda, se observa como Iturralde opina de la decisión de Fiscalía de encargar la investigación del exsenador a la funcionaria Alicia Ghione, afirmando: “Se lo dieron a Alicia Ghione. Me acaba de llamar. Me pidió tu número”, y consideró que la funcionaria del Ministerio Público “es de total confianza” y “gran tipa”.
Penadés agradeció las declaraciones que días antes Iturralde había hecho y él respondió: “Las merecés y más. Gómez entendió clarito las referencias a Fiscalía en las declaraciones mías. Es un gran cagón y sabe bien que Alicia es nuestra porque yo hablé mil veces con Jorge Díaz que la tenía sumergida. Hay que presionarlo, hay que empujarlo, que se caga y se va”. En otro mensaje, el expresidente del directorio blanco agregó: “Con Alicia la tienen porque no procesó un impresentable Cr [contador] de Carlos Moreira, archivó la causa de Cacho [Carmelo Vidalín] de las donaciones de las inundaciones, lo de las patentes del Cacho y la semana pasada archivó lo de la violación en la fiesta de la LUC en lo Del Pino. Siempre crack y en lo de la fiesta una monstrua”.
Tras divulgarse estas conversaciones, Iturralde renunció a presidir el directorio blanco, afirmando a través de la red social X: “En virtud de la divulgación de una conversación privada y personal y para no comprometer a mis compañeros, ni al funcionamiento institucional de mi partido, he tomado la decisión de renunciar a mi cargo como presidente del Directorio del Partido Nacional”.